# Danse avec les stars
Danse avec les stars je francouzský taneční soutěžní pořad z produkce BBC Worldwide France a TF1 Production, který se vysílá na francouzském kanálu TF1 od 12. února 2011. Jedná se o adaptaci britské soutěže Strictly Come Dancing, jenž se vysílá ve Spojeném království od května 2004.
Soutěž moderuje Sandrine Quétier spolu s Laurentem Ournacem, který nahradil dřívějšího moderátora Vincenta Ceruttiho. Při uvádění párů na parket a bodovém hodnocení zní hlas francouzského dabéra Richarda Darbois, reportáže z tréninků komentuje Patrick Kuban.
Pro první dvě série měla porota tři členy, a to Jeana-Marca Généreuxe, Chrise Marquese a Alessandru Martines. Ve třetí sérii přibyla čtvrtá porotkyně, a to Marie-Claude Pietragalla a vítězka předchozí řady Shy'm v porotě nahradila Alessandru Martines. V páté sérii Shy'm z poroty odešla a na její místo byl vybrán vítěz první řady M. Pokora. V šesté sérii do poroty místo Pokory, který měl v době soutěže turné, zasedla tanečnice Fauve Hautot.

## Přehled sérií
V první sérii zvítězil zpěvák M. Pokora s tanečnicí Katrinou Patchett.
Ve druhé sérii zvítězila zpěvačka Shy'm s tanečníkem Maximem Dereymezem.
Ve třetí sérii zvítězil zpěvák a skladatel Emmanuel Moire s tanečnicí Fauve Hautot.
Ve čtvrté sérii zvítězila zpěvačka Alizée s tanečníkem Grégoire Lyonnetem.
V páté sérii zvítězil komik Rayane Bensetti s tanečnicí Denitsou Ikonomovou.
V šesté sérii zvítězil zpěvák Loïc Nottet s tanečnicí Denitsou Ikonomovou.
| Série | Počet soutěžících | Doba trvání (v týdnech) | První díl      | Poslední díl       | Umístění        | Umístění           | Umístění           |
| ----- | ----------------- | ----------------------- | -------------- | ------------------ | --------------- | ------------------ | ------------------ |
| Série | Počet soutěžících | Doba trvání (v týdnech) | První díl      | Poslední díl       | První místo     | Druhé místo        | Třetí místo        |
| 1     | 8                 | 6                       | 12. února 2011 | 19. března 2011    | M. Pokora       | Sofia Essaïdi      | David Ginola       |
| 2     | 9                 | 7                       | 8. října 2011  | 19. listopadu 2011 | Shy'm           | Philippe Candeloro | Baptiste Giabiconi |
| 3     | 10                | 9                       | 6. října 2012  | 1. prosince 2012   | Emmanuel Moire  | Amel Bent          | Taïg Khris         |
| 4     | 10                | 9                       | 28. září 2013  | 23. listopadu 2013 | Alizée          | Brahim Zaibat      | Laëtitia Milot     |
| 5     | 11                | 10                      | 27. září 2014  | 29. listopadu 2014 | Rayane Bensetti | Nathalie Péchalat  | Brian Joubert      |
| 6     | 10                | 10                      | 24. října 2015 | 23. prosince 2015  | Loïc Nottet     | Priscilla Betti    | Olivier Dion       |

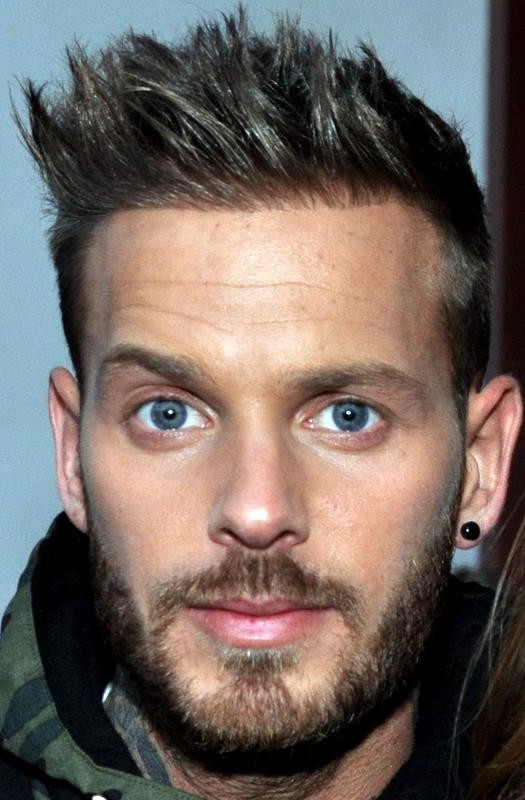
M. Pokora, vítěz první série
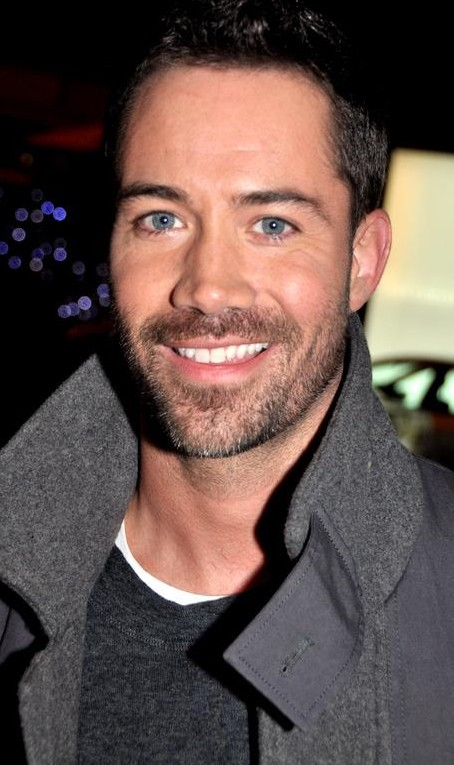
Emmanuel Moire, vítěz třetí série
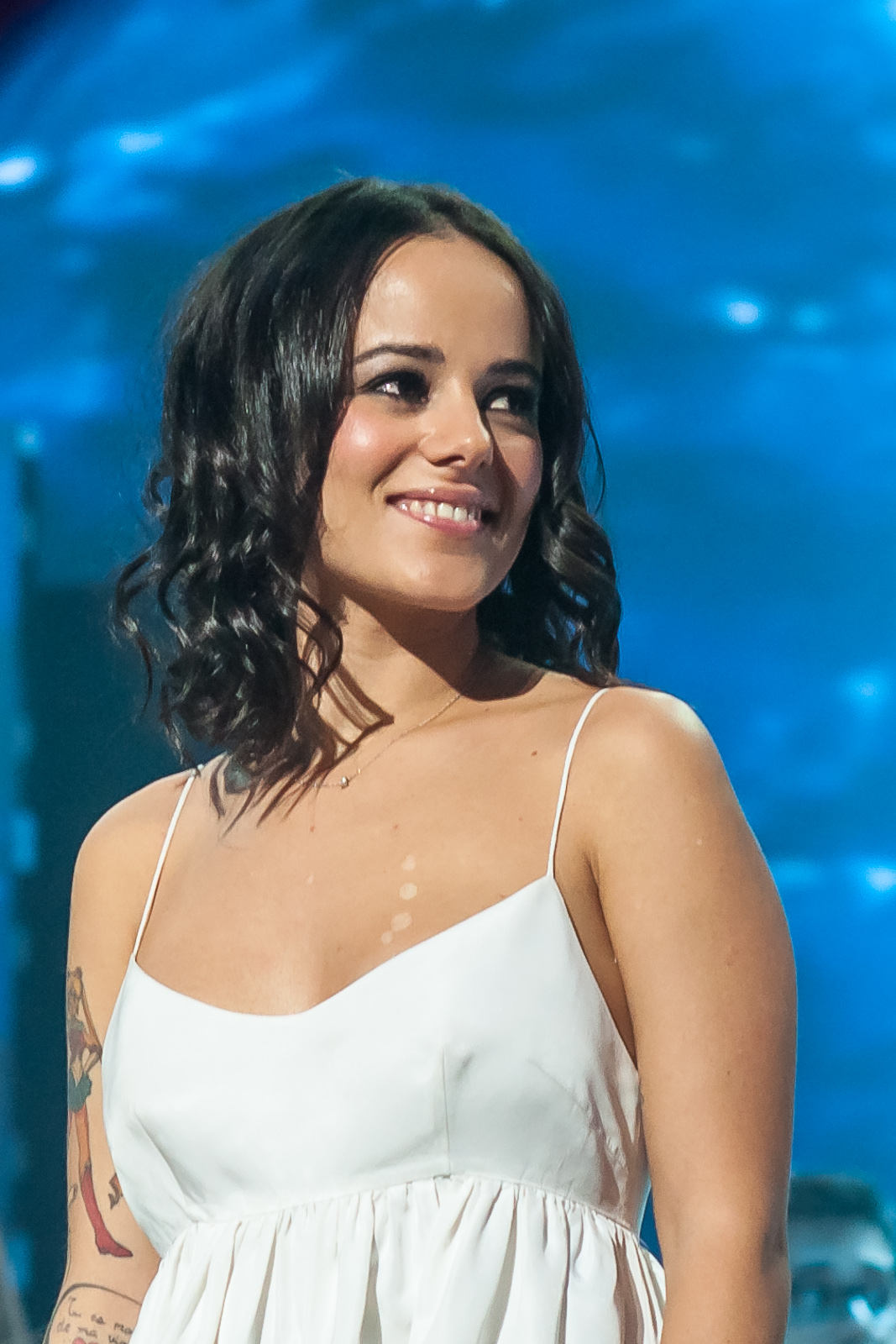
Alizée, vítězka čtvrté série
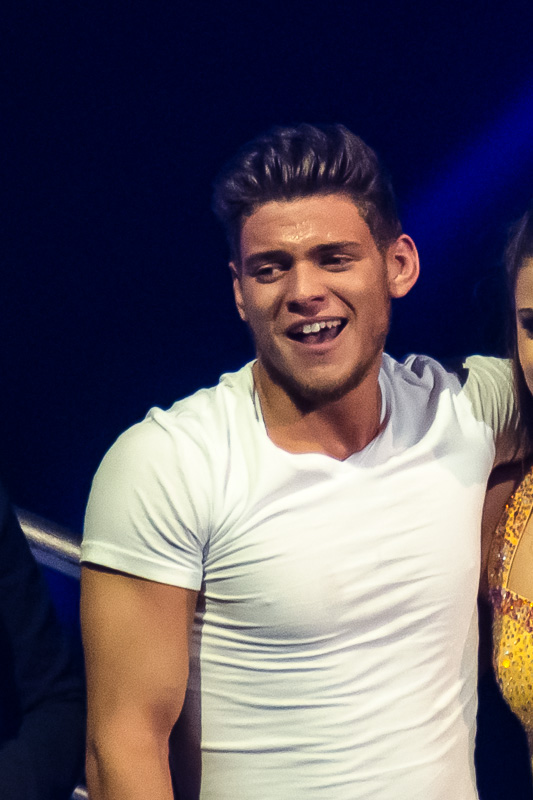
Rayane Bensetti, vítěz páté série
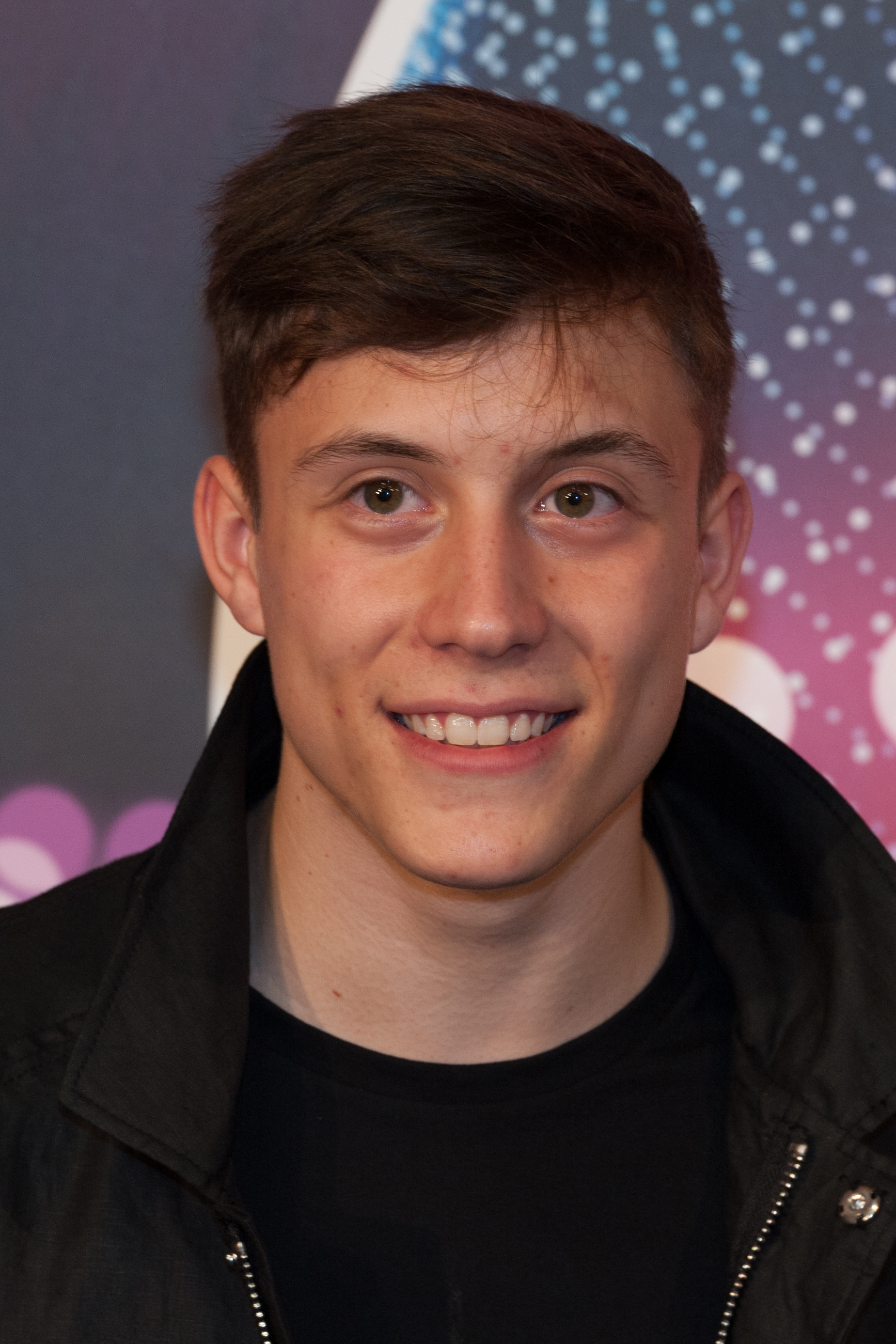
Loïc Nottet, vítěz šesté série

### První série
První série se vysílala od 12. února do 19. března 2011.
| Soutěžící         | Povolání           | Taneční partner/ka  | Vypadnutí ze soutěže | Umístění     |
| ----------------- | ------------------ | ------------------- | -------------------- | ------------ |
| M. Pokora         | zpěvák             | Katrina Patchett    | Šestý týden          | První místo  |
| Sofia Essaïdi     | zpěvačka a herečka | Maxime Dereymez     | Šestý týden          | Druhé místo  |
| David Ginola      | fotbalista         | Silvia Notargiacomo | Šestý týden          | Třetí místo  |
| Adriana Karembeu  | modelka            | Julien Brugel       | Pátý týden           | Čtvrté místo |
| Jean-Marie Bigard | komik a herec      | Fauve Hautot        | Čtvrtý týden         | Páté místo   |
| Marthe Mercadier  | herečka            | Grégoire Lyonnet    | Třetí týden          | Šesté místo  |
| Rossy de Palma    | herečka            | Christophe Licata   | Druhý týden          | Sedmé místo  |
| André Manoukian   | hudebník           | Candice Pascal      | První týden          | Osmé místo   |

Soutěžící první série
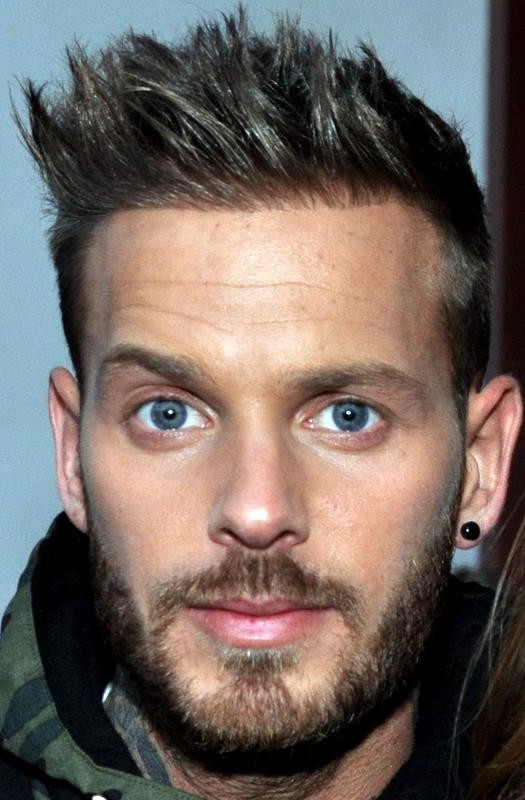
M. Pokora
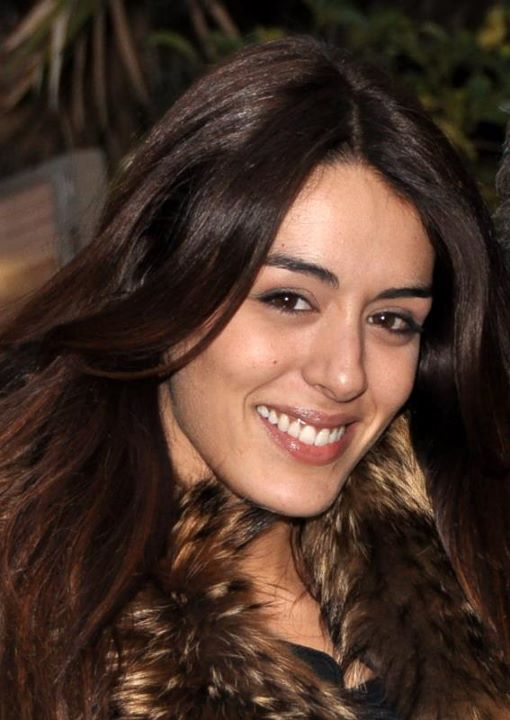
Sofia Essaïdi
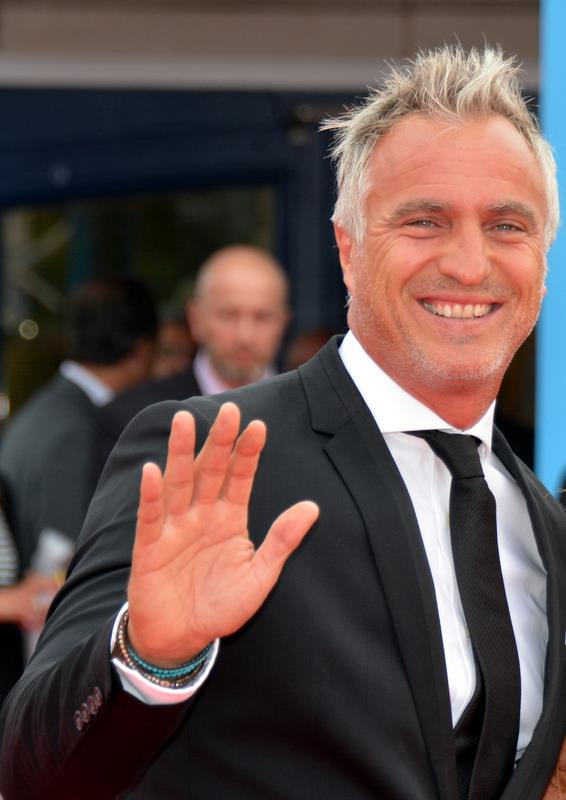
David Ginola
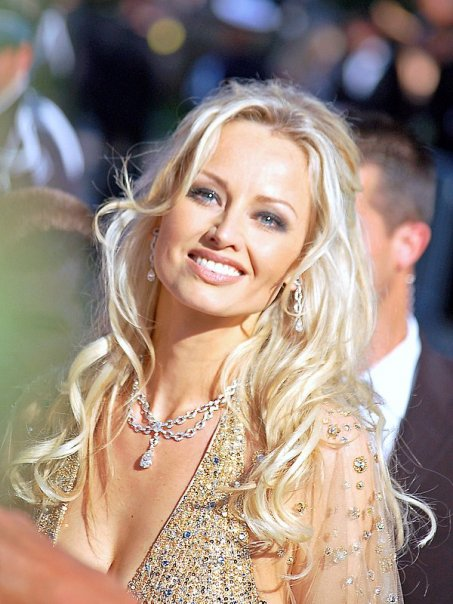
Adriana Karembeu
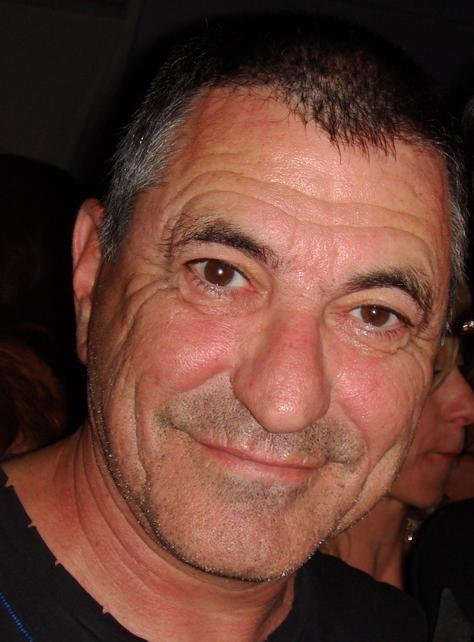
Jean-Marie Bigard
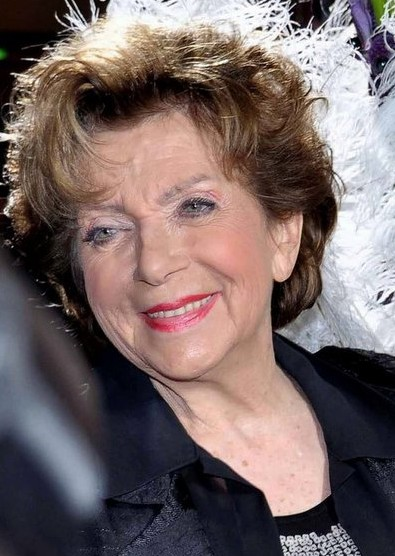
Marthe Mercadier
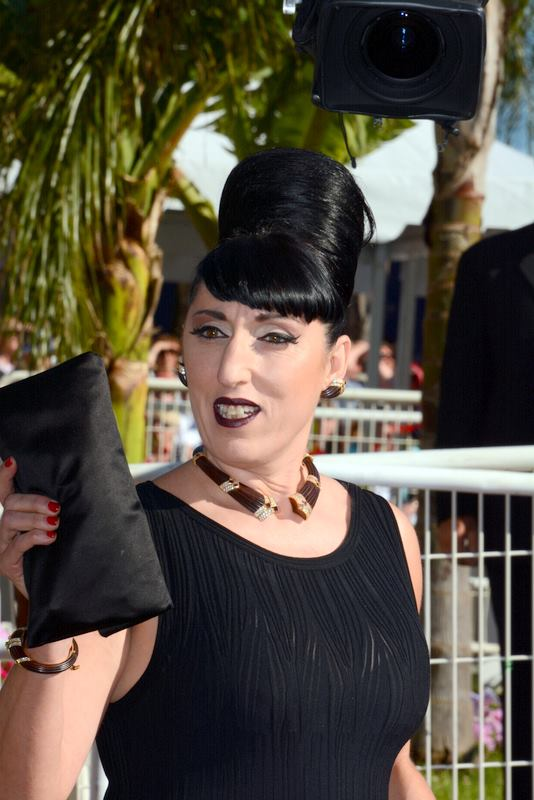
Rossy de Palma
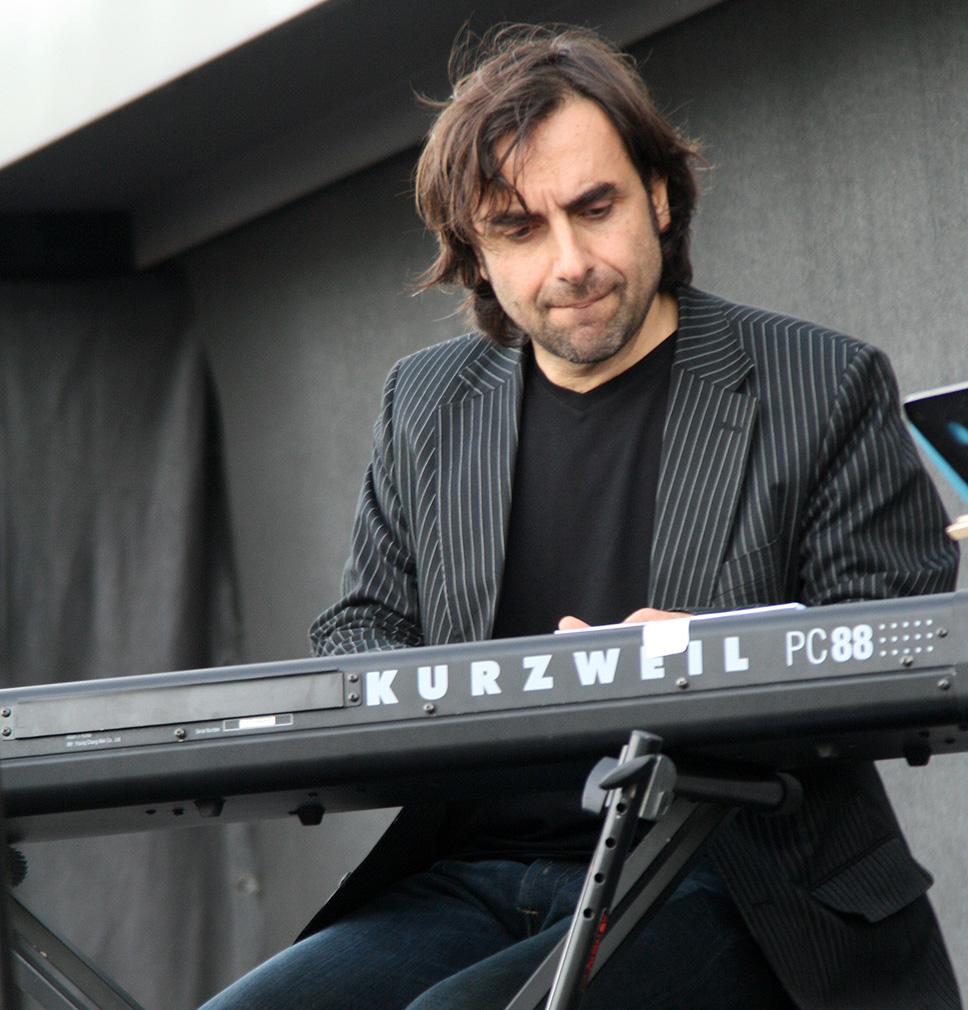
André Manoukian

### Druhá série
Druhá série se vysílala od 8. října do 19. listopadu 2011.
| Soutěžící          | Povolání                                | Taneční partner/ka  | Vypadnutí ze soutěže | Umístění     |
| ------------------ | --------------------------------------- | ------------------- | -------------------- | ------------ |
| Shy'm              | zpěvačka                                | Maxime Dereymez     | Sedmý týden          | První místo  |
| Philippe Candeloro | krasobruslař                            | Candice Pascal      | Sedmý týden          | Druhé místo  |
| Baptiste Giabiconi | zpěvák a model                          | Fauve Hautot        | Sedmý týden          | Třetí místo  |
| Sheila             | zpěvačka                                | Julien Brugel       | Šestý týden          | Čtvrté místo |
| Francis Lalanne    | skladatel a zpěvák                      | Silvia Notargiacomo | Pátý týden           | Páté místo   |
| Véronique Jannot   | herečka                                 | Grégoire Lyonnet    | Čtvrtý týden         | Šesté místo  |
| Valérie Bègue      | modelka, Miss France 2008 a moderátorka | Grégory Guichard    | Třetí týden          | Sedmé místo  |
| Nâdiya             | zpěvačka                                | Christophe Licata   | Druhý týden          | Osmé místo   |
| Cédric Pioline     | tenista                                 | Katrina Patchett    | První týden          | Deváté místo |

Soutěžící druhé série
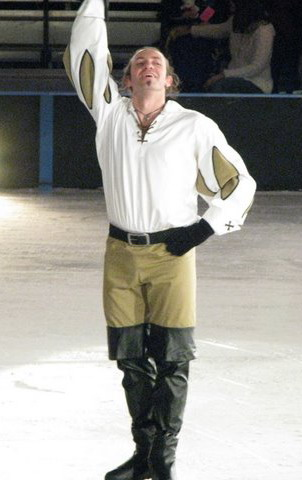
Philippe Candeloro
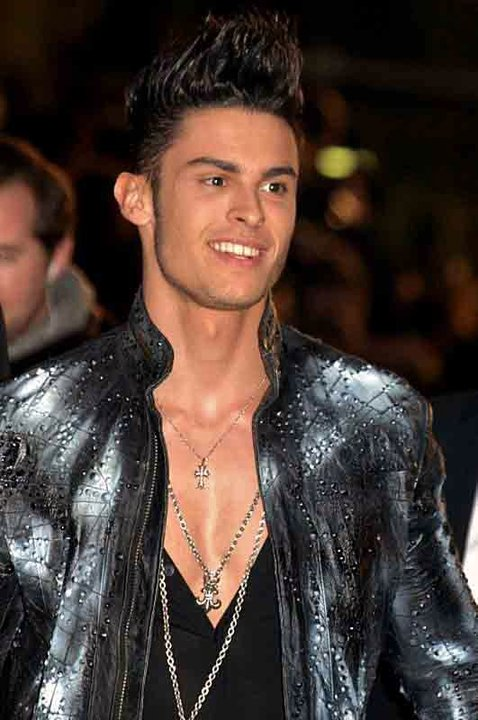
Baptiste Giabiconi
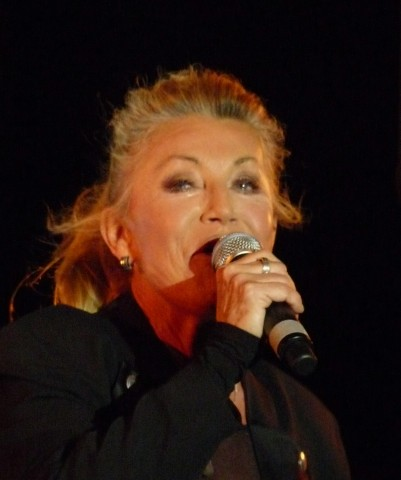
Sheila
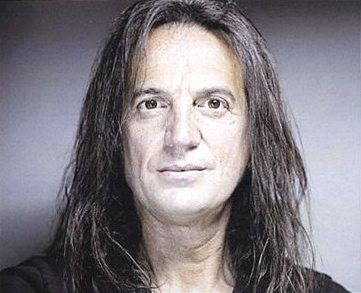
Francis Lalanne
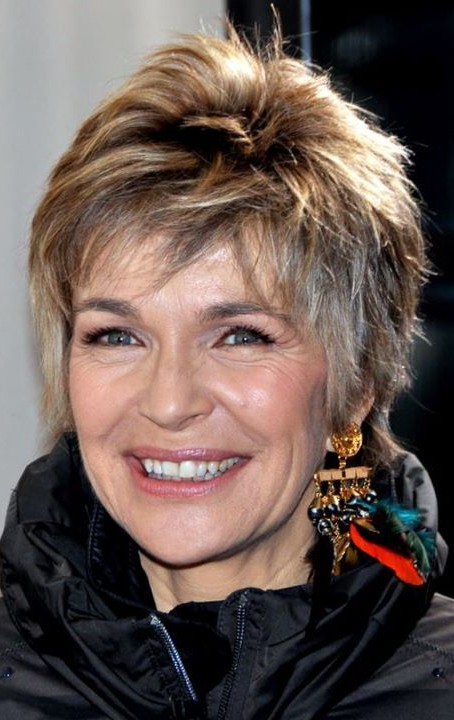
Véronique Jannot
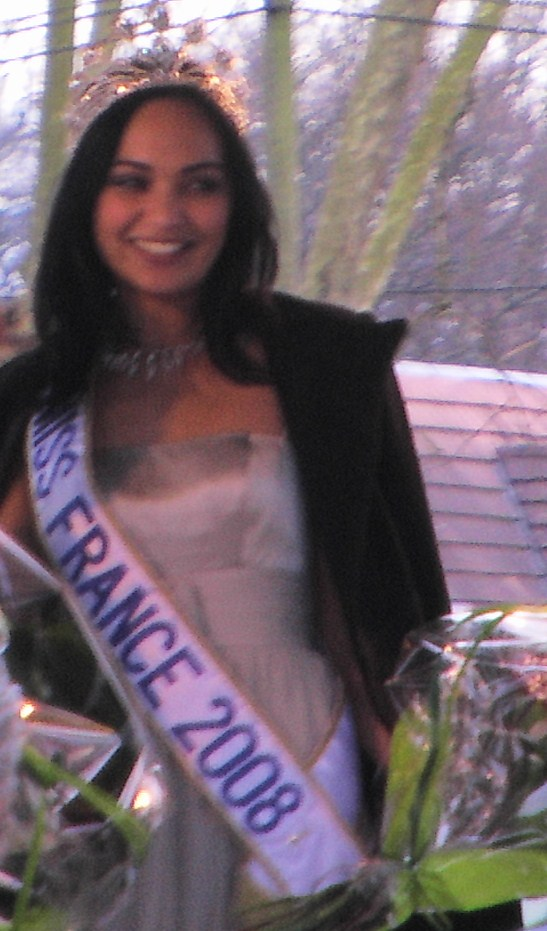
Valérie Bègue
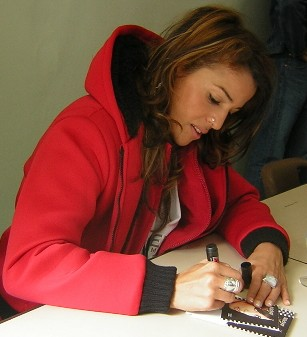
Nâdiya
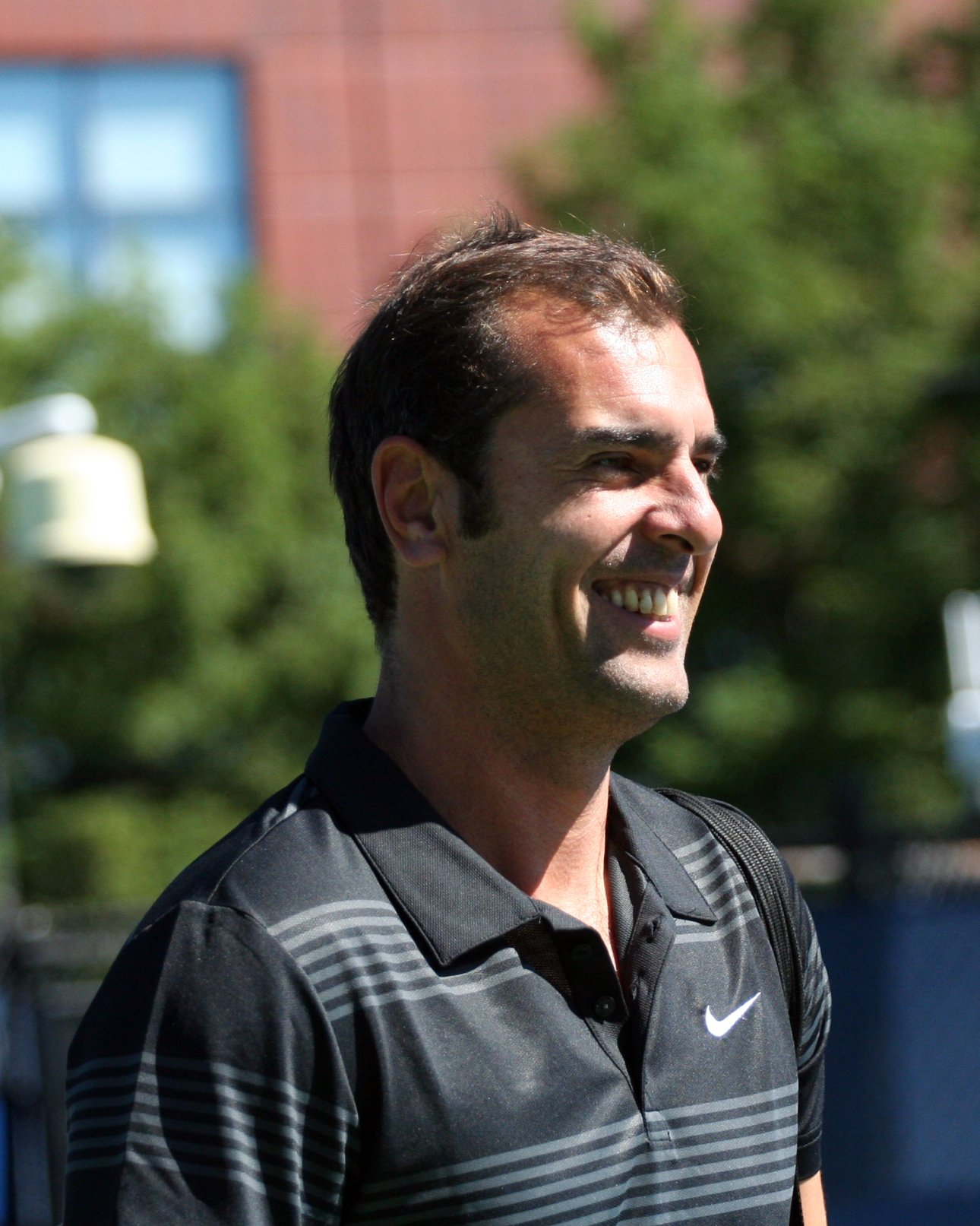
Cédric Pioline

### Třetí série
Třetí série se vysílala od 6. října do 1. prosince 2012. K tříčlenné porotě přibyla čtvrtá členka, a to Marie-Claude Pietragalla. Zároveň také porotkyni Alessandru Martines nahradila vítězka druhé série, Shy'm.
| Soutěžící           | Povolání                                 | Taneční partner/ka  | Vypadnutí ze soutěže | Umístění     |
| ------------------- | ---------------------------------------- | ------------------- | -------------------- | ------------ |
| Emmanuel Moire      | zpěvák, skladatel a herec                | Fauve Hautot        | Devátý týden         | První místo  |
| Amel Bent           | zpěvačka                                 | Christophe Licata   | Devátý týden         | Druhé místo  |
| Taïg Khris          | rychlobruslař a televizní moderátor      | Denitsa Ikonomova   | Devátý týden         | Třetí místo  |
| Lorie               | herečka a zpěvačka                       | Christian Millette  | Osmý týden           | Čtvrté místo |
| Gérard Vives        | herec a televizní moderátor              | Silvia Notargiacomo | Sedmý týden          | Páté místo   |
| Estelle Lefébure    | modelka, herečka a televizní moderátorka | Maxime Dereymez     | Šestý týden          | Šesté místo  |
| Bastian Baker       | zpěvák                                   | Katrina Patchett    | Pátý týden           | Sedmé místo  |
| Chimène Badi        | zpěvačka                                 | Julien Brugel       | Čtvrtý týden         | Osmé místo   |
| Laura Flessel       | šermířka                                 | Grégoire Lyonnet    | Třetí týden          | Deváté místo |
| Christophe Dominici | hráč rugby                               | Candice Pascal      | Druhý týden          | Desáté místo |

Soutěžící třetí série
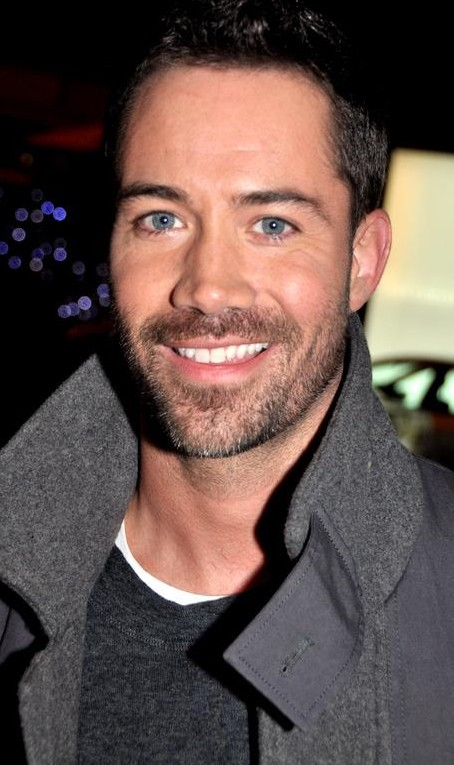
Emmanuel Moire
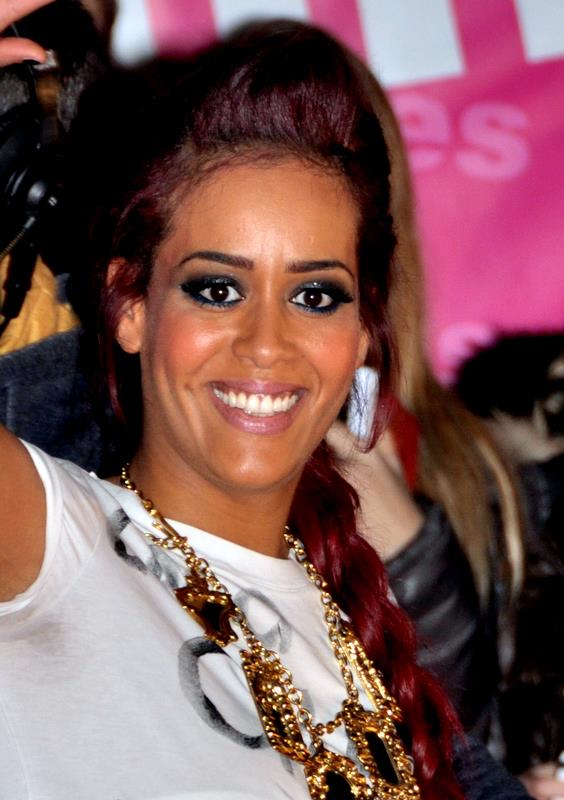
Amel Bent
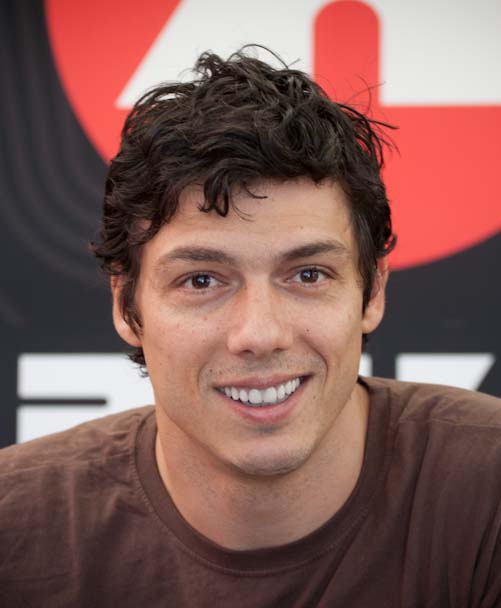
Taïg Khris
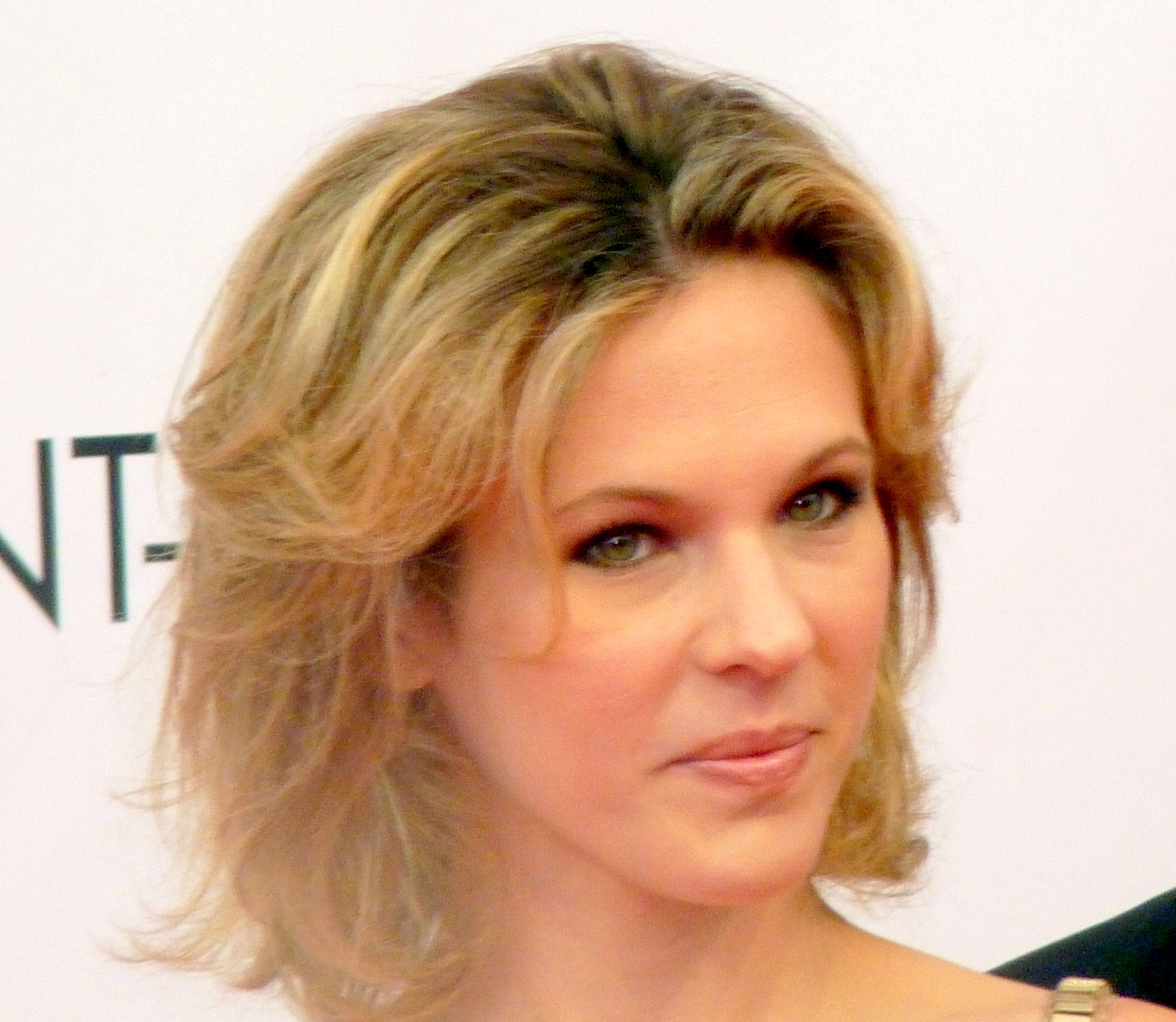
Lorie
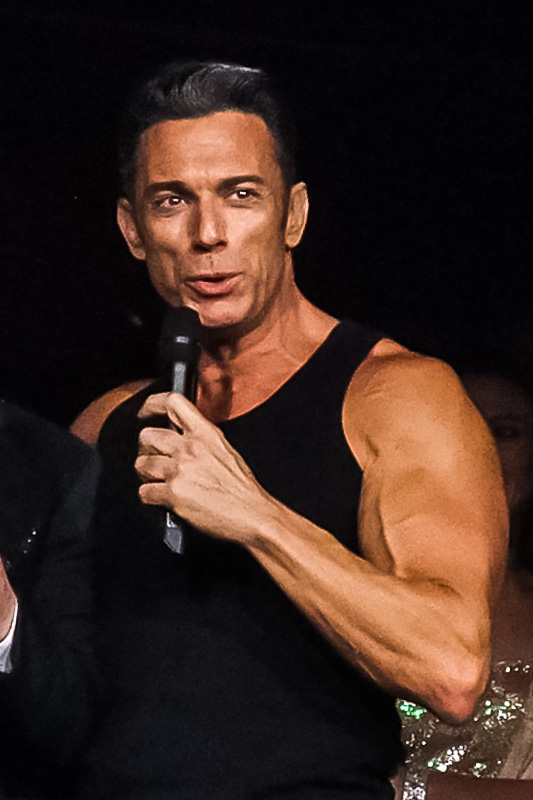
Gérard Vives
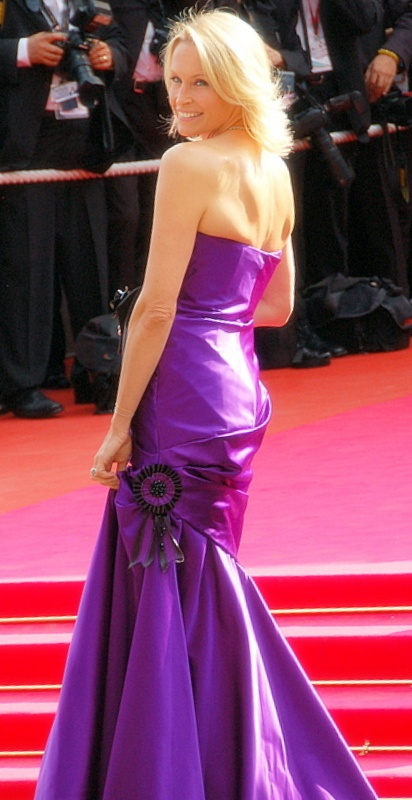
Estelle Lefébure
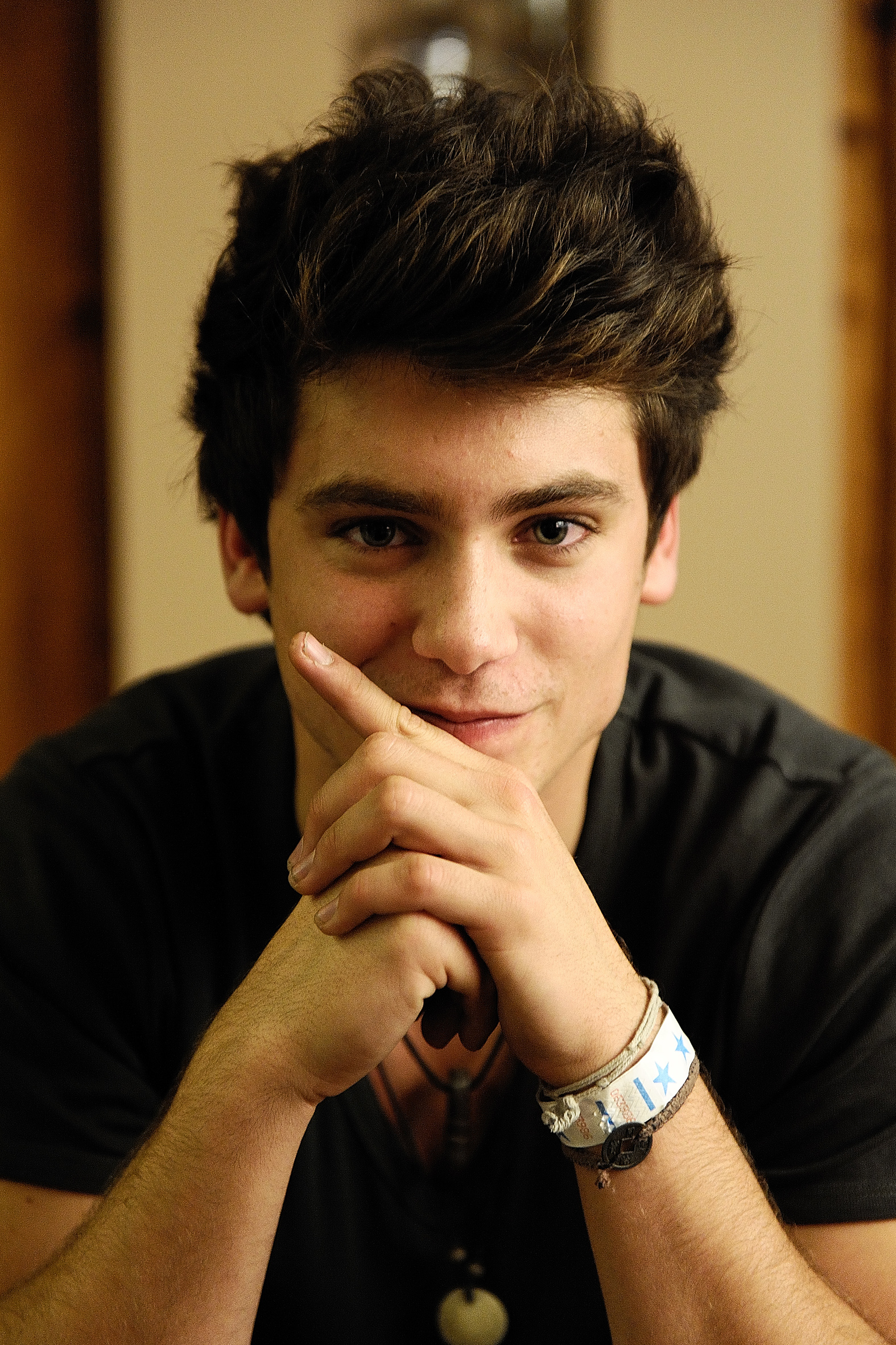
Bastian Baker
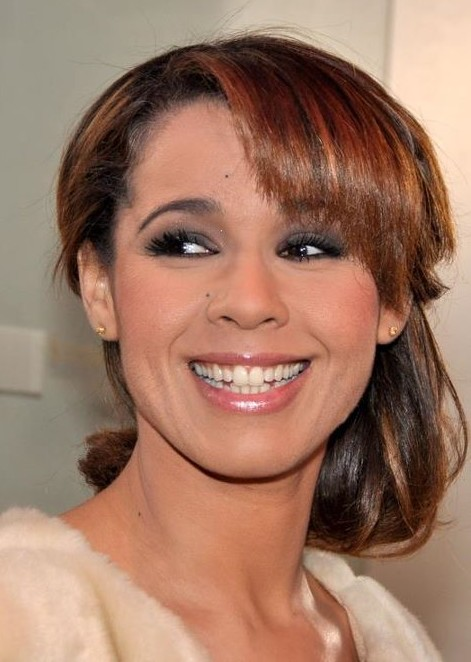
Chimène Badi
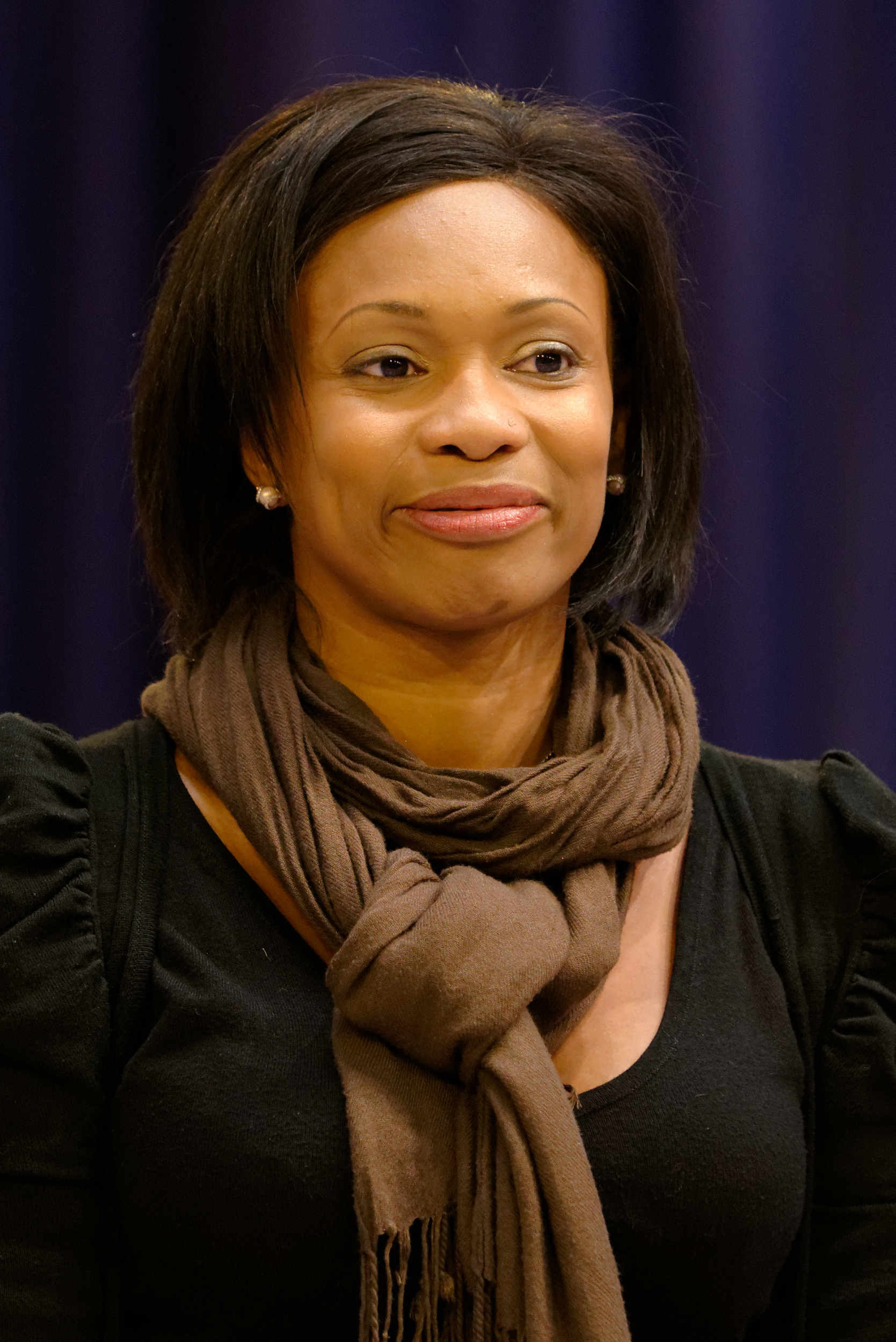
Laura Flessel
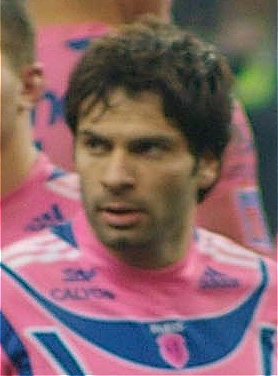
Christophe Dominici

### Čtvrtá série
Čtvrtá série se vysílala od 28. září do 23. listopadu 2013.
| Soutěžící        | Povolání                              | Taneční partner/ka    | Vypadnutí ze soutěže | Umístění     |
| ---------------- | ------------------------------------- | --------------------- | -------------------- | ------------ |
| Alizée           | zpěvačka                              | Grégoire Lyonnet      | Devátý týden         | První místo  |
| Brahim Zaibat    | choreograf                            | Katrina Patchett      | Devátý týden         | Druhé místo  |
| Laëtitia Milot   | herečka a modelka                     | Christophe Licata     | Devátý týden         | Třetí místo  |
| Keen'V           | zpěvák                                | Fauve Hautot          | Osmý týden           | Čtvrté místo |
| Laurent Ournac   | herec                                 | Denitsa Ikonomova     | Sedmý týden          | Páté místo   |
| Tal              | zpěvačka                              | Yann-Alrick Mortreuil | Šestý týden          | Šesté místo  |
| Laury Thilleman  | novinářka, modelka a Miss France 2011 | Maxime Dereymez       | Pátý týden           | Sedmé místo  |
| Titoff           | komik a herec                         | Silvia Notargiacomo   | Čtvrtý týden         | Osmé místo   |
| Damien Sargue    | zpěvák                                | Candice Pascal        | Třetí týden          | Deváté místo |
| Noémie Lenoirová | herečka a modelka                     | Christian Millette    | Druhý týden          | Desáté místo |

Soutěžící čtvrté série
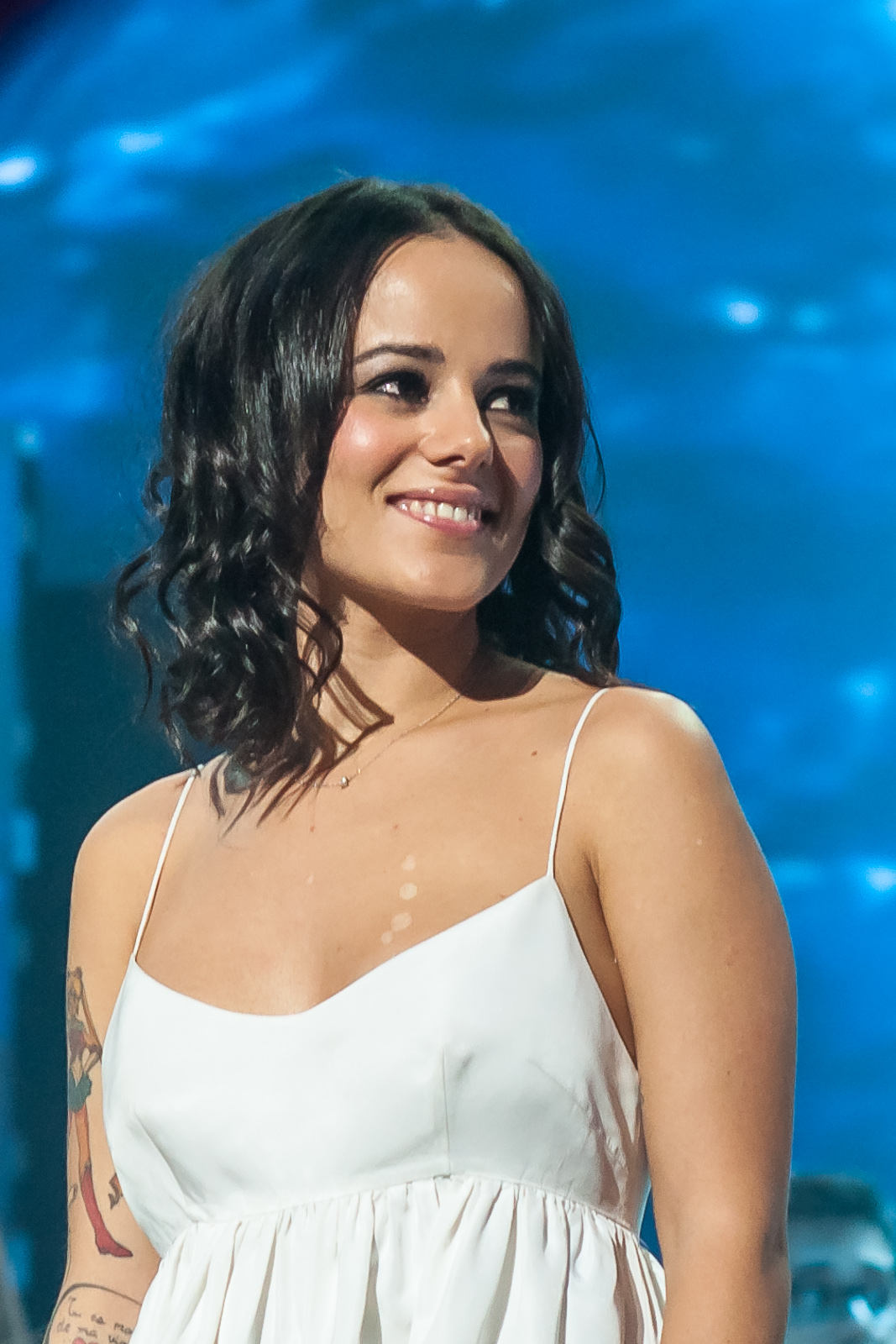
Alizée
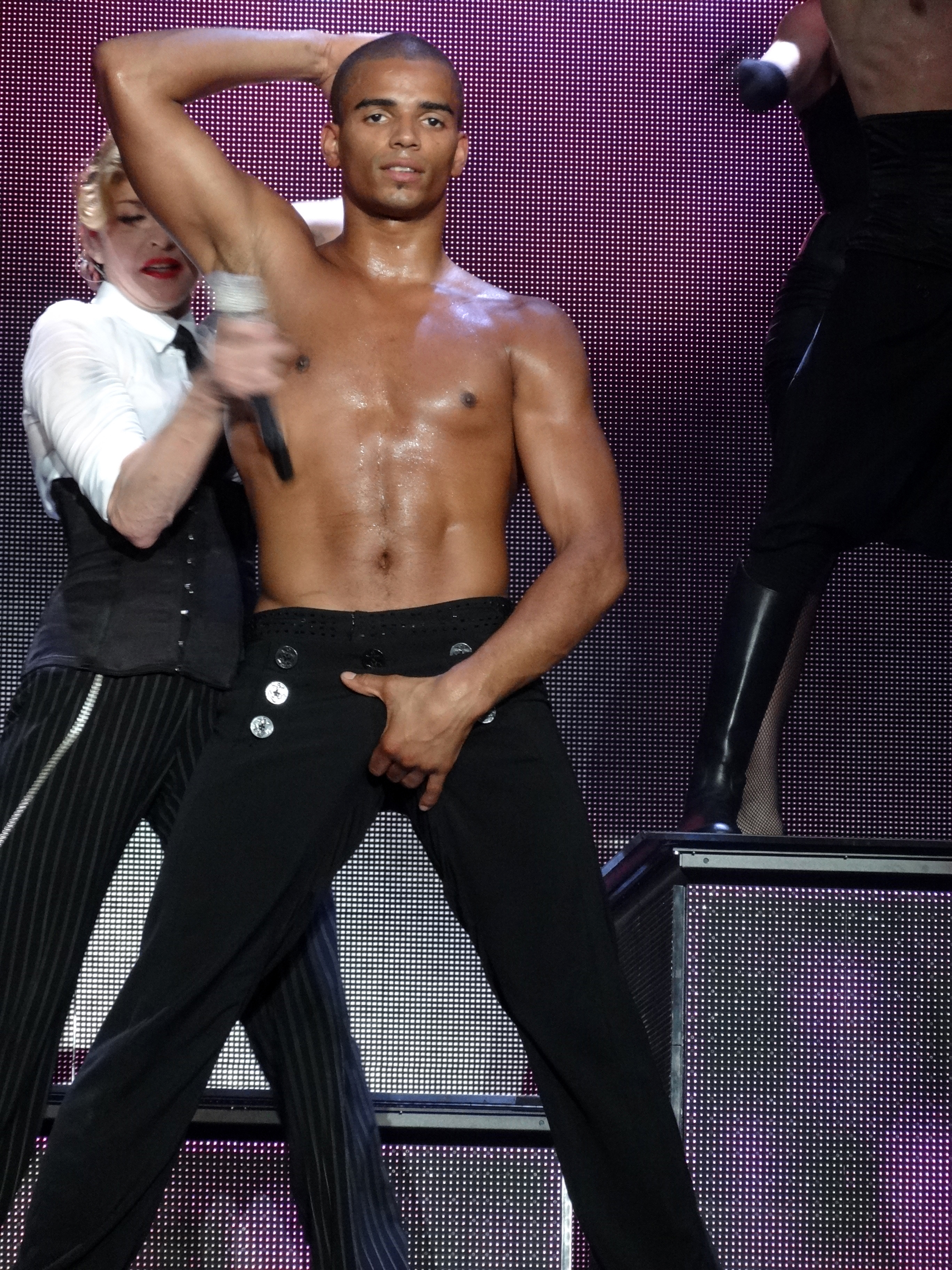
Brahim Zaibat
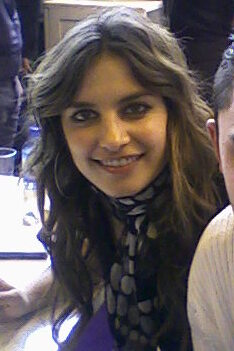
Laëtitia Milot
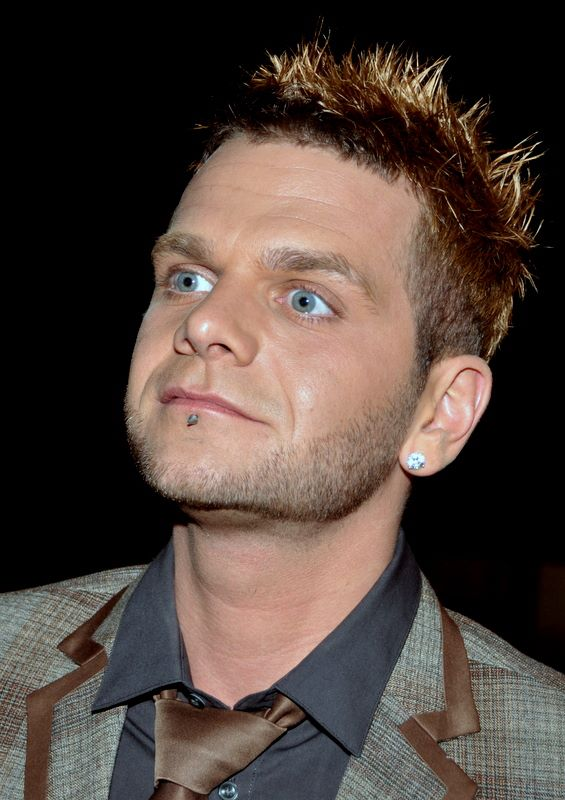
Keen'v
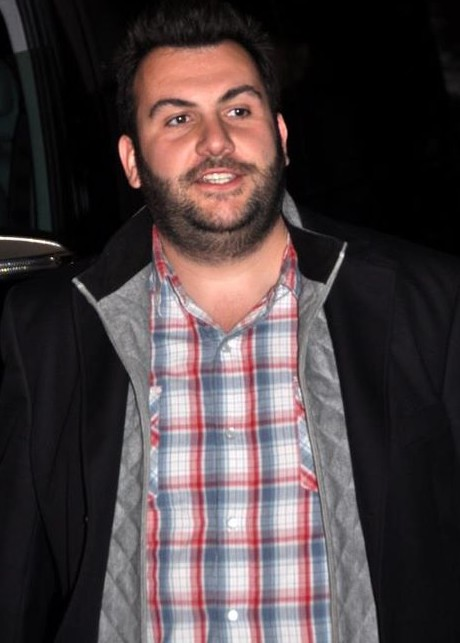
Laurent Ournac
Tal
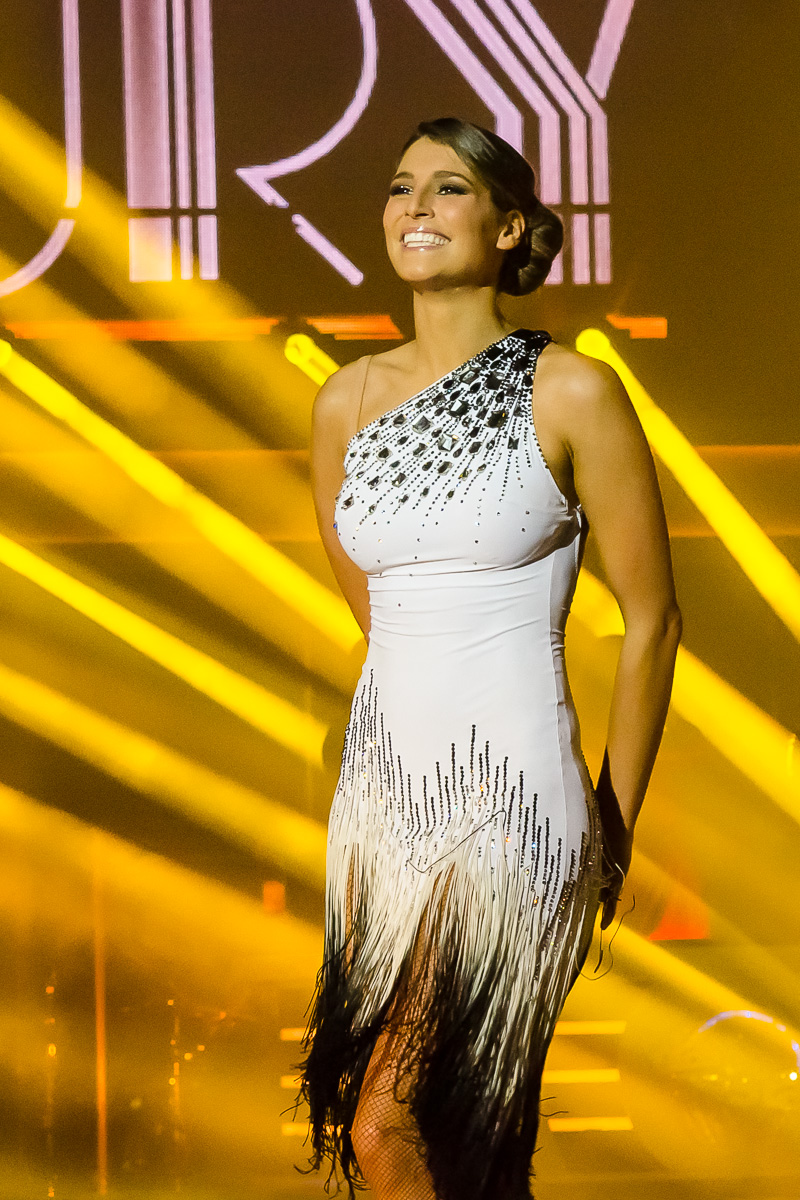
Laury Thilleman
Titoff
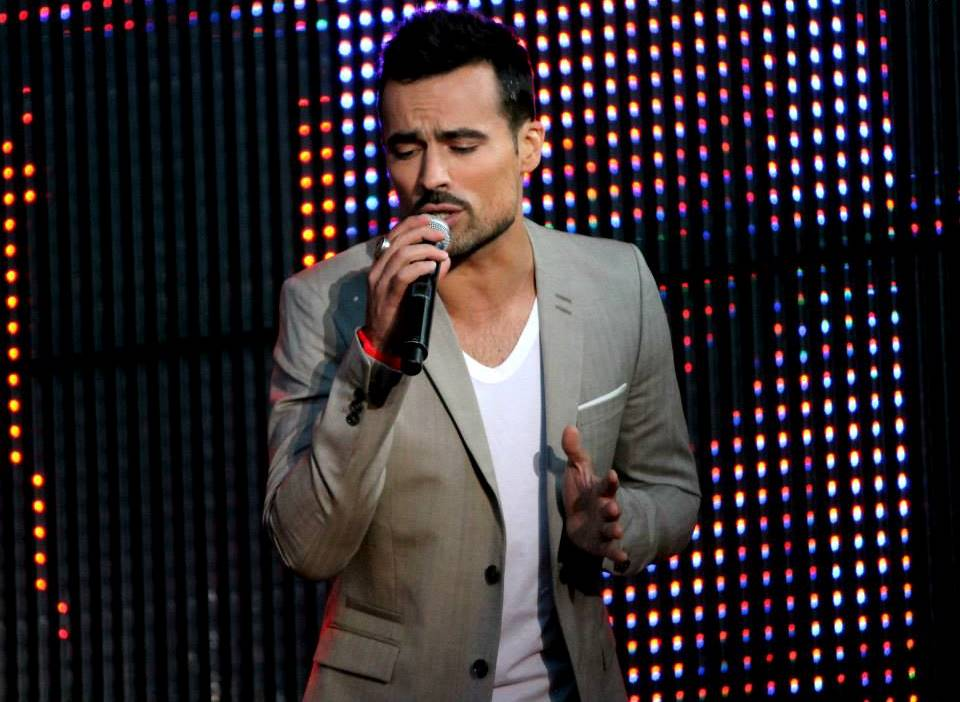
Damien Sargue
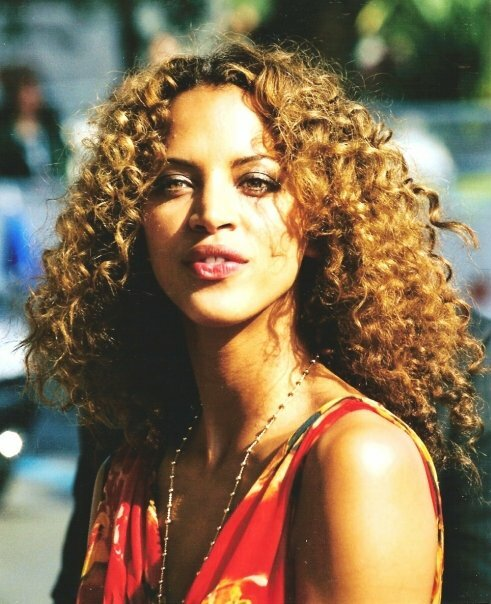
Noémie Lenoirová

### Pátá série
Pátá série se vysílala od 27. září do 29. listopadu 2014.
| Soutěžící          | Povolání                        | Taneční partner/ka                                          | Vypadnutí ze soutěže | Umístění        |
| ------------------ | ------------------------------- | ----------------------------------------------------------- | -------------------- | --------------- |
| Rayane Bensetti    | herec                           | Denitsa Ikonomova                                           | Desátý týden         | První místo     |
| Nathalie Péchalat  | krasobruslařka                  | Grégoire Lyonnet (týdny 1-5) Christophe Licata (týdny 6-10) | Desátý týden         | Druhé místo     |
| Brian Joubert      | krasobruslař                    | Katrina Patchett                                            | Desátý týden         | Třetí místo     |
| Miguel Ángel Muñoz | herec a zpěvák                  | Fauve Hautot                                                | Devátý týden         | Čtvrté místo    |
| Tonya Kinzinger    | herečka a televizní moderátorka | Maxime Dereymez                                             | Osmý týden           | Páté místo      |
| Corneille          | skladatel a zpěvák              | Candice Pascal                                              | Sedmý týden          | Šesté místo     |
| Louisy Joseph      | zpěvačka                        | Guillaume Foucault                                          | Šestý týden          | Sedmé místo     |
| Anthony Kavanagh   | herec, komik a zpěvák           | Silvia Notargiacomo                                         | Šestý týden          | Osmé místo      |
| Joyce Jonathan     | zpěvačka, skladatelka a herečka | Julien Brugel                                               | Čtvrtý týden         | Deváté místo    |
| Ophélie Winter     | zpěvačka, herečka a modelka     | Christophe Licata                                           | Třetí týden          | Desáté místo    |
| Élisa Tovati       | herečka a zpěvačka              | Christian Millette                                          | Druhý týden          | Jedenácté místo |

Soutěžící páté série
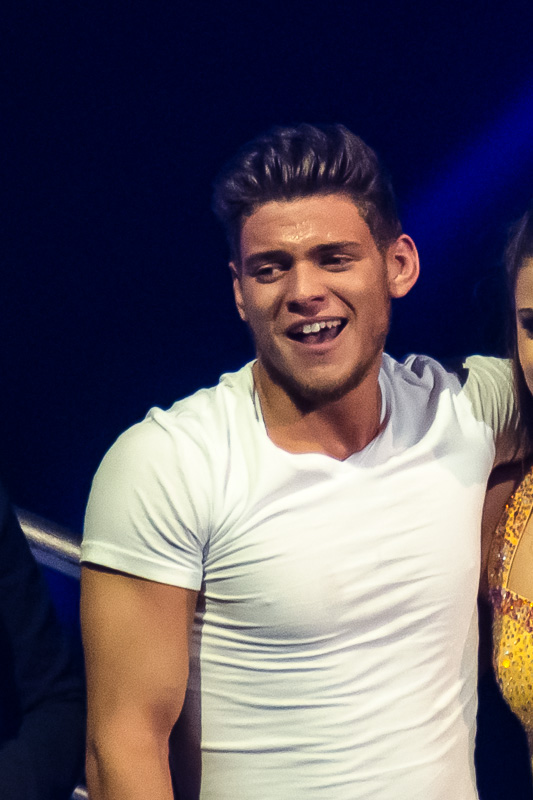
Rayane Bensetti
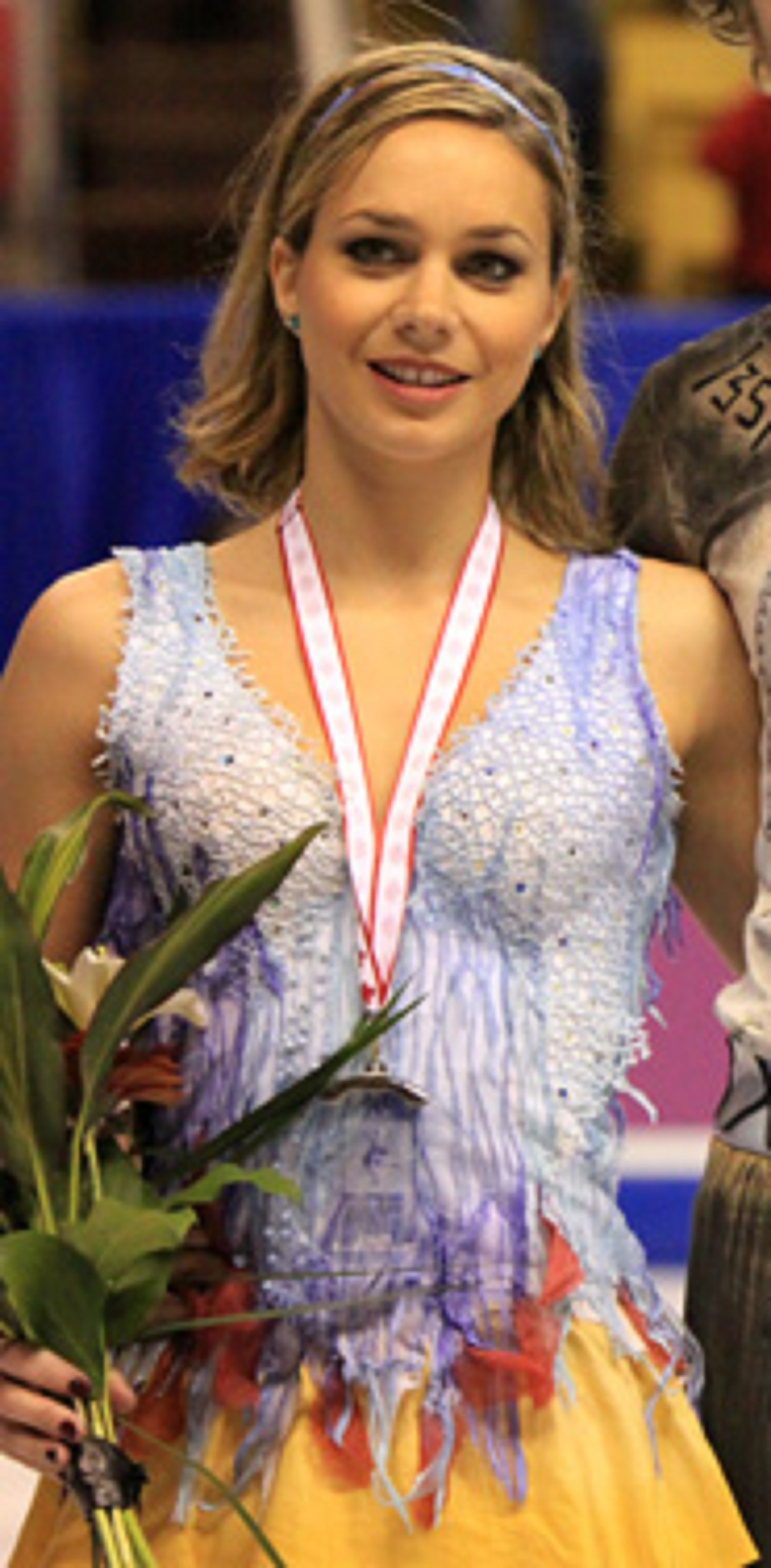
Nathalie Péchalat
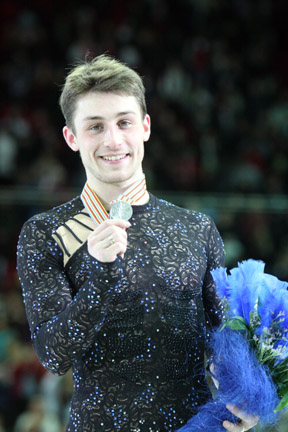
Brian Joubert
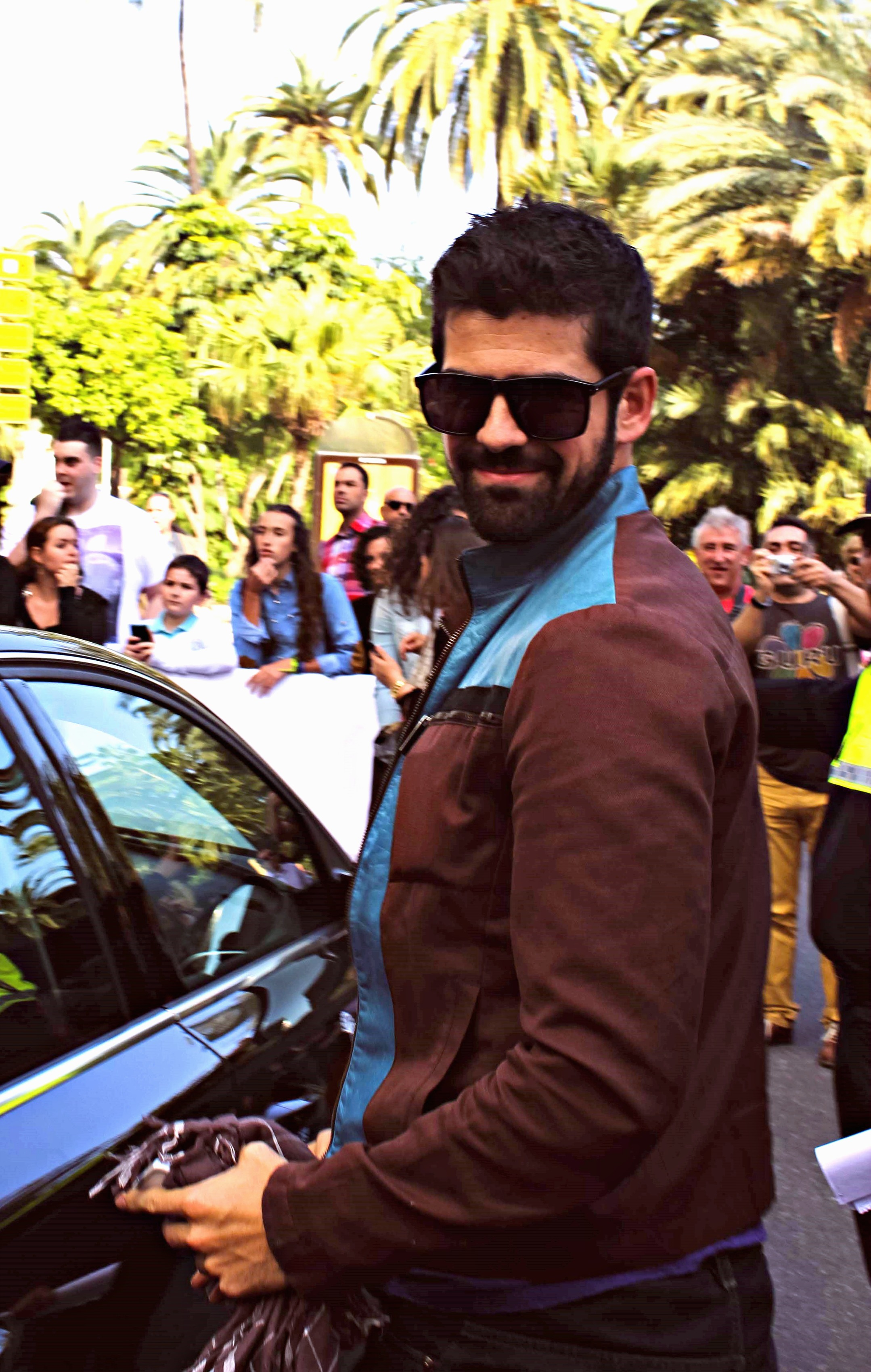
Miguel Ángel Muñoz
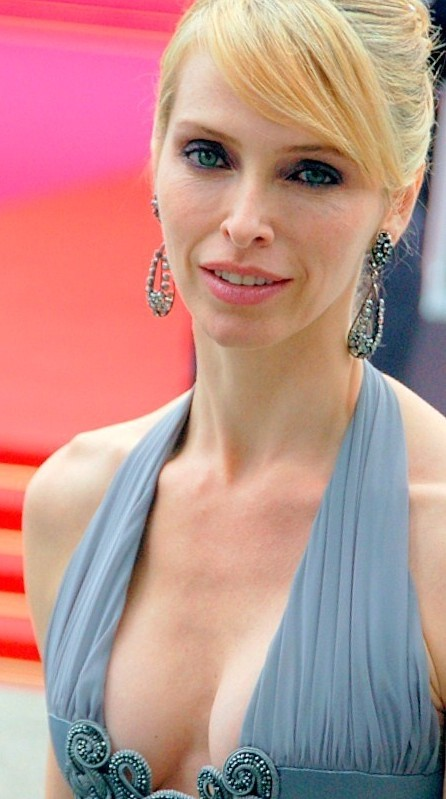
Tonya Kinzinger
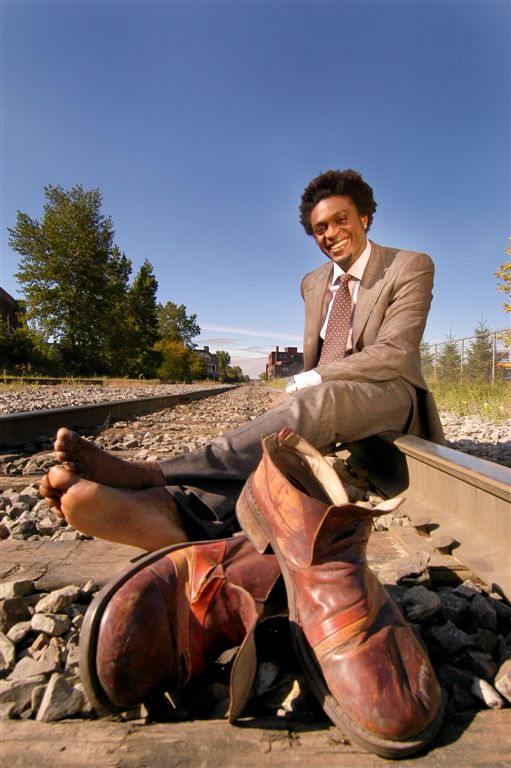
Corneille
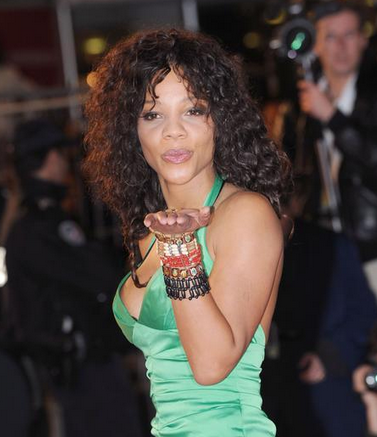
Louisy Joseph
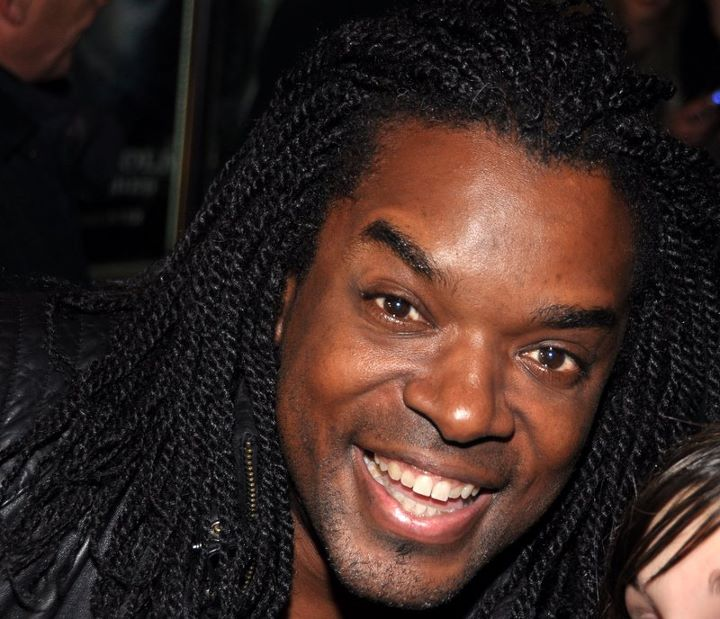
Anthony Kavanagh
Joyce Jonathan
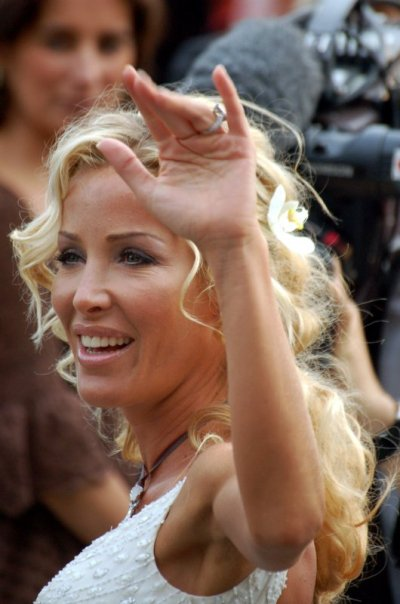
Ophélie Winter
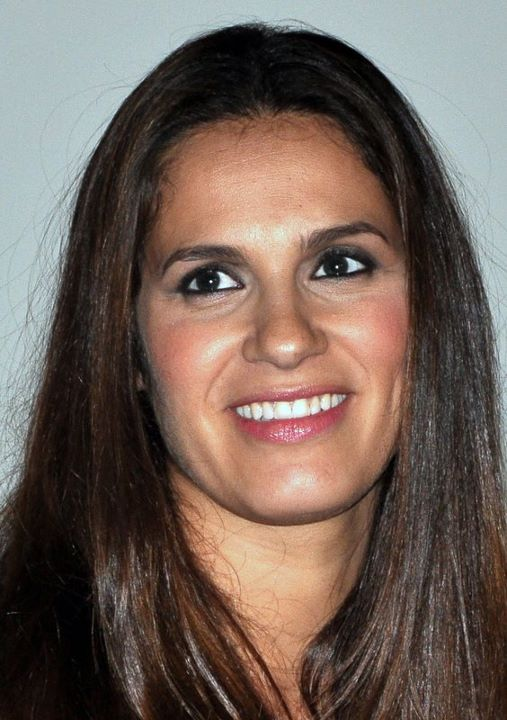
Élisa Tovati

### Šestá série
Šestá série se vysílala od 24. října do 23. prosince 2015.
| Soutěžící        | Povolání                                    | Taneční partner/ka    | Vypadnutí ze soutěže | Umístění     |
| ---------------- | ------------------------------------------- | --------------------- | -------------------- | ------------ |
| Loïc Nottet      | zpěvák                                      | Denitsa Ikonomova     | Desátý týden         | První místo  |
| Priscilla Betti  | zpěvačka, komička                           | Christophe Licata     | Desátý týden         | Druhé místo  |
| Olivier Dion     | herčec, komik                               | Candice Pascal        | Desátý týden         | Třetí místo  |
| EnjoyPhoenix     | youtuberka                                  | Yann-Alrick Mortreuil | Devátý týden         | Čtvrté místo |
| Véronic DiCaire  | imitátorka, zpěvačka                        | Christian Millette    | Osmý týden           | Páté místo   |
| Fabienne Carat   | herečka                                     | Julien Brugel         | Osmý týden           | Šesté místo  |
| Vincent Niclo    | zpěvák                                      | Katrina Patchett      | Šestý týden          | Sedmé místo  |
| Sophie Vouzelaud | modelka, první vicemiss na Miss France 2007 | Maxime Dereymez       | Pátý týden           | Osmé místo   |
| Thierry Samitier | komik                                       | Emmanuelle Berne      | Třetí týden          | Deváté místo |
| Djibril Cissé    | fotbalista                                  | Silvia Notargiacomo   | Druhý týden          | Desáté místo |

Soutěžící šesté série
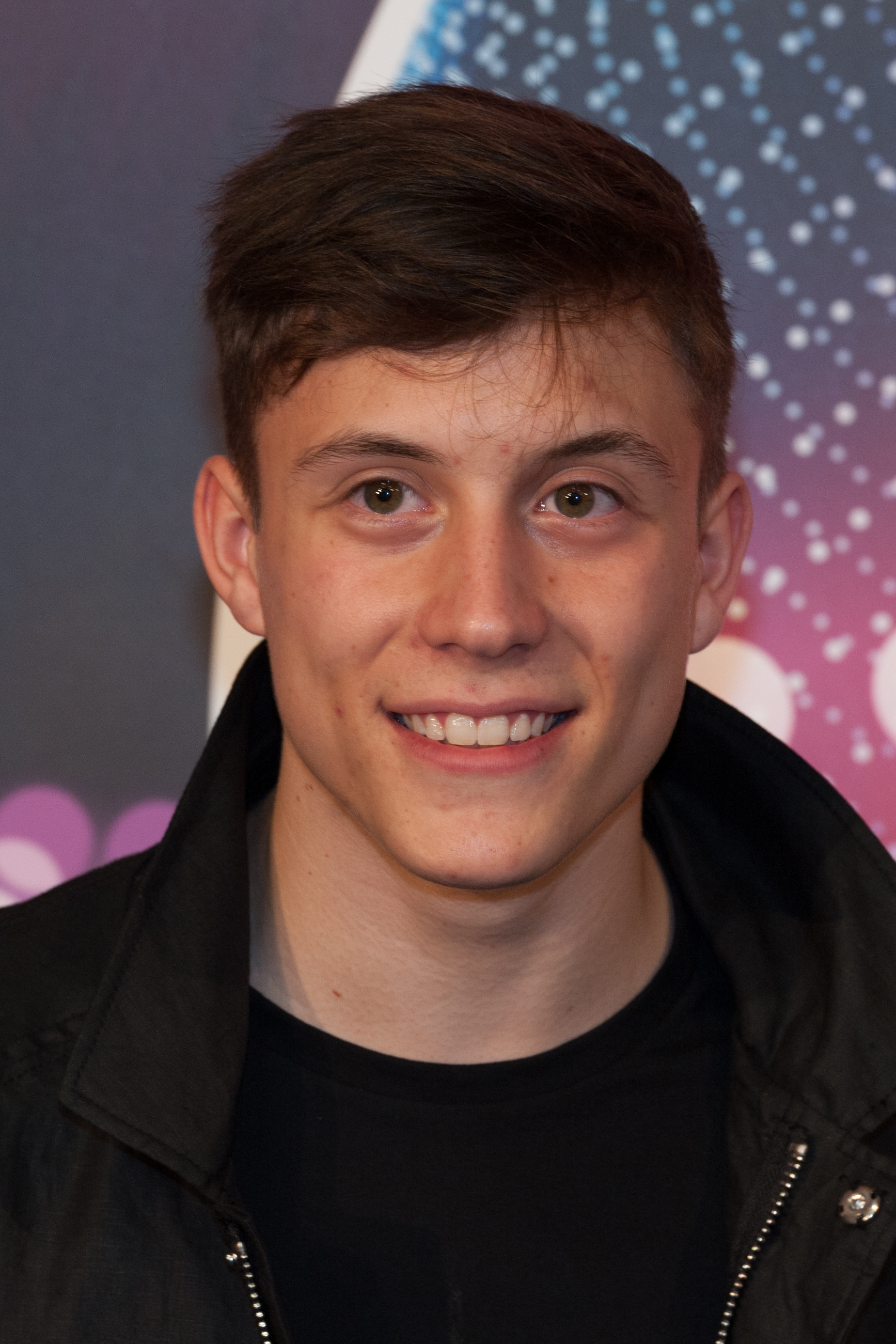
Loïc Nottet
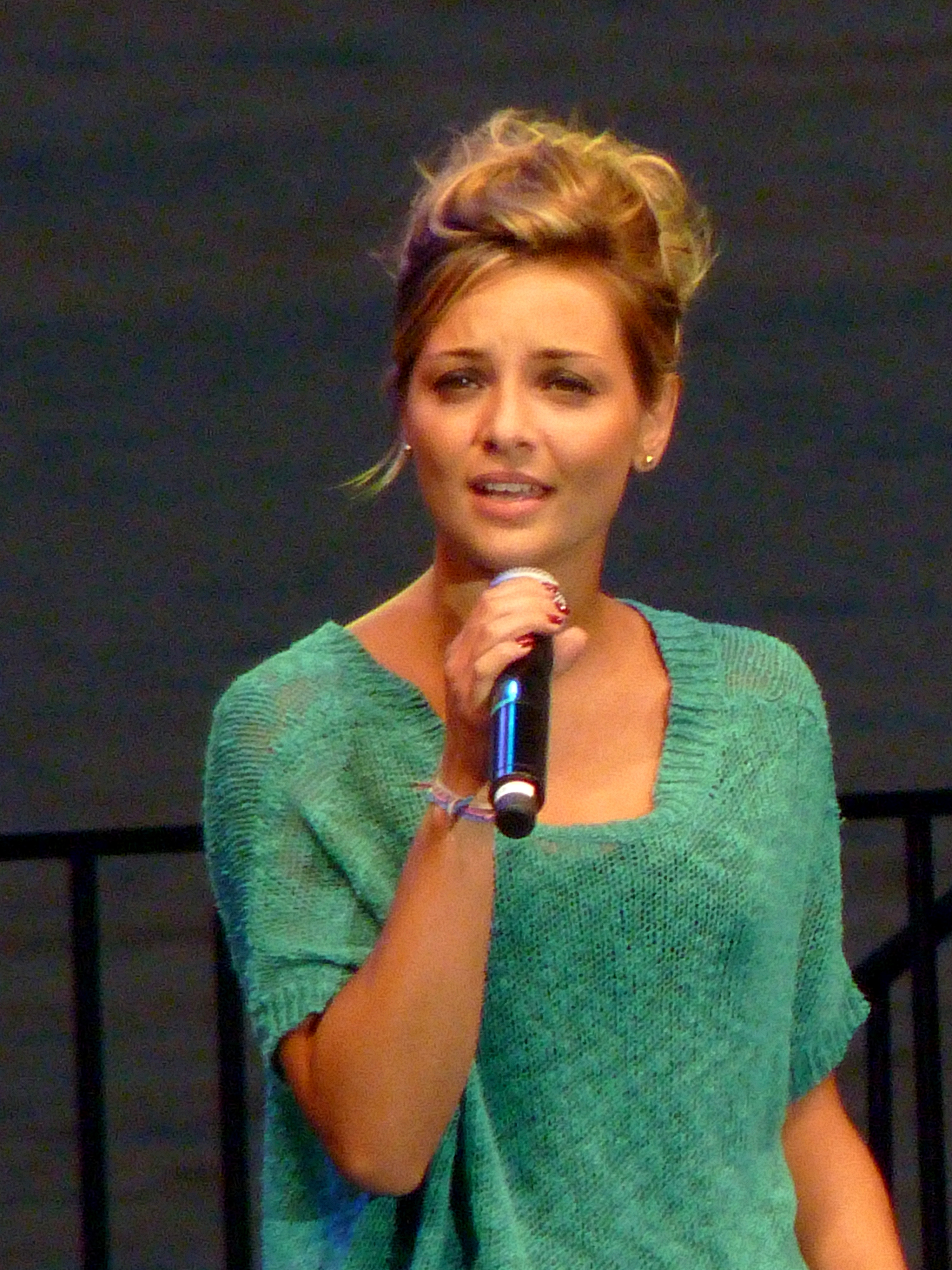
Priscilla Betti
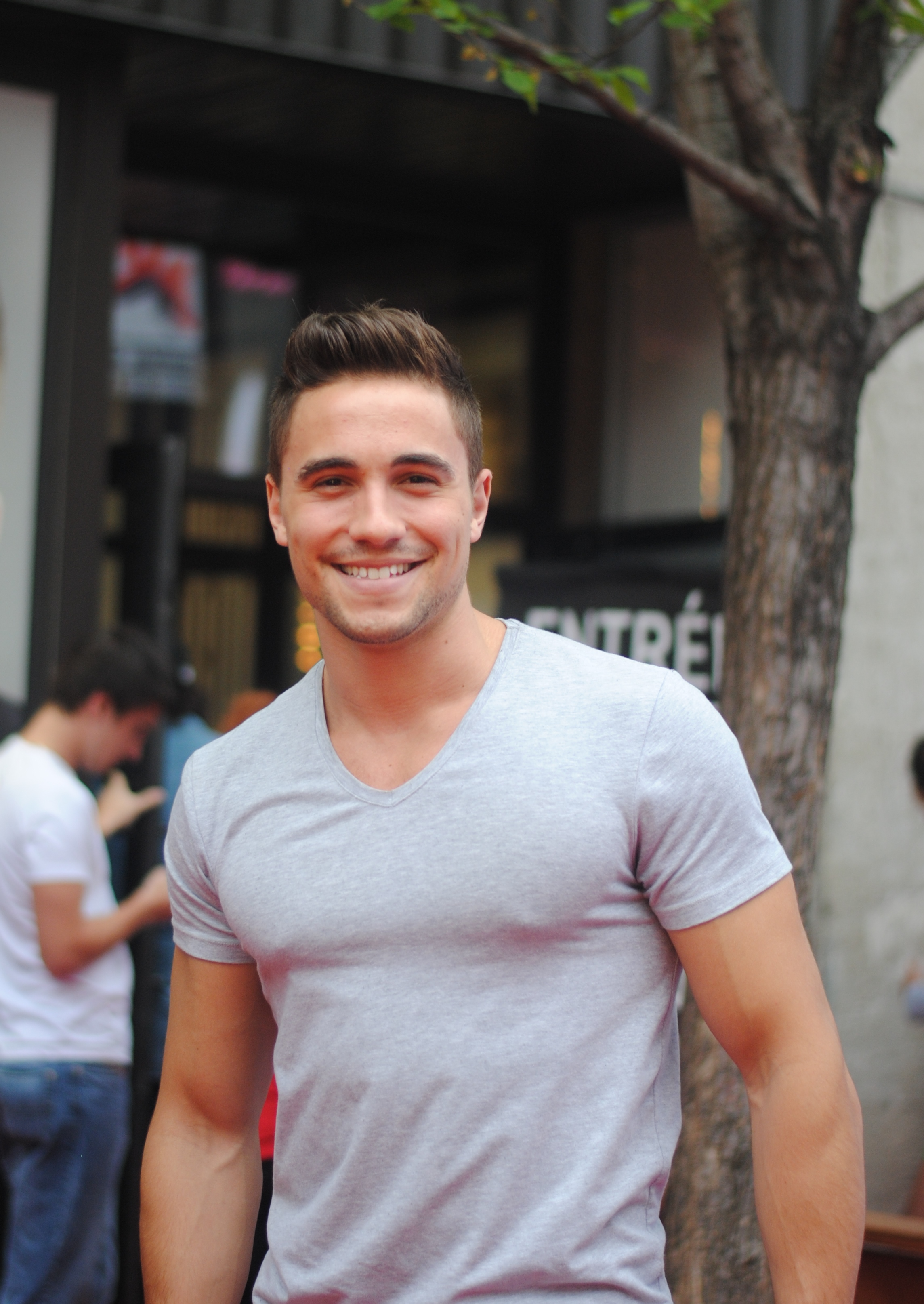
Olivier Dion
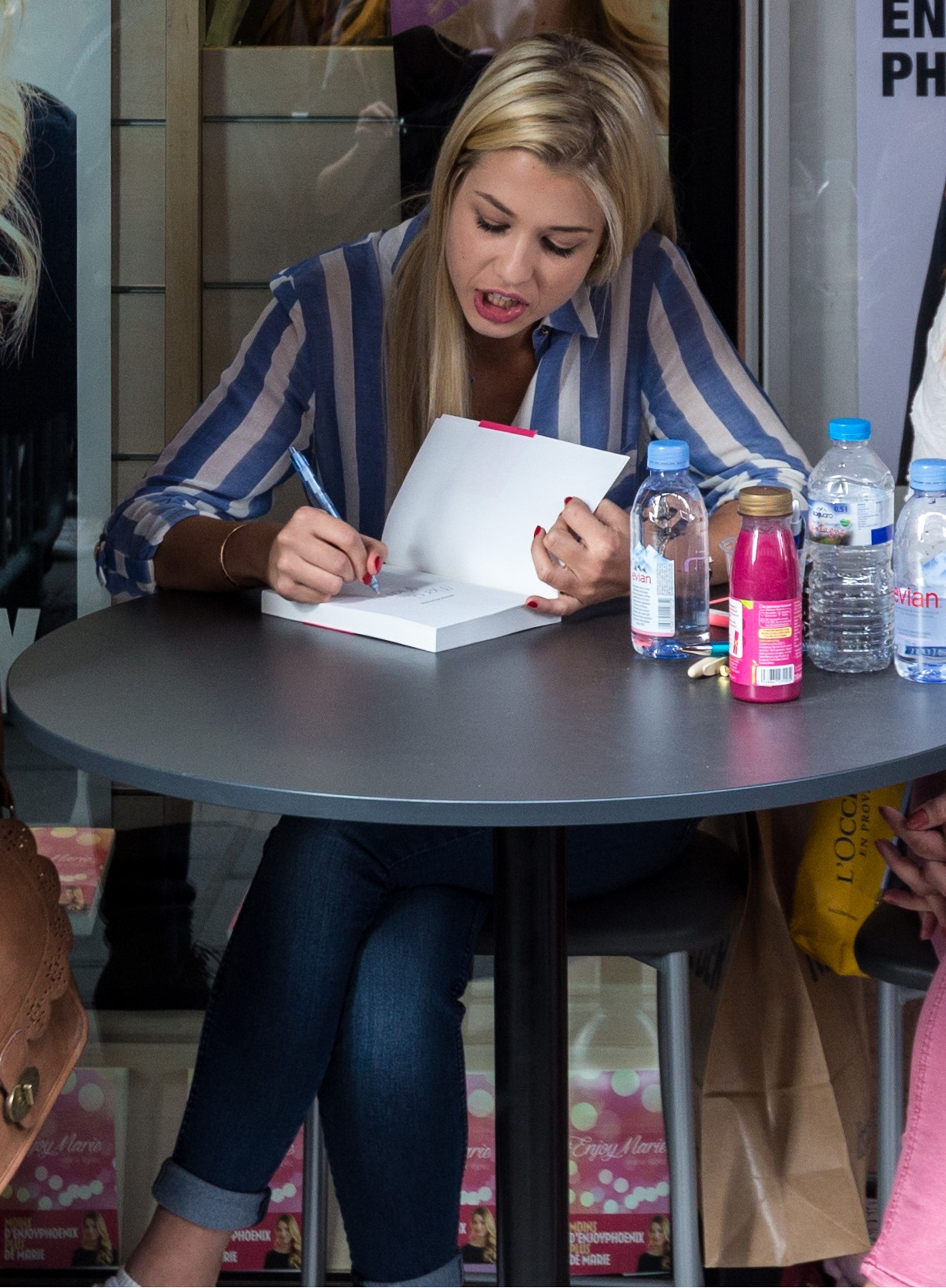
EnjoyPhoenix
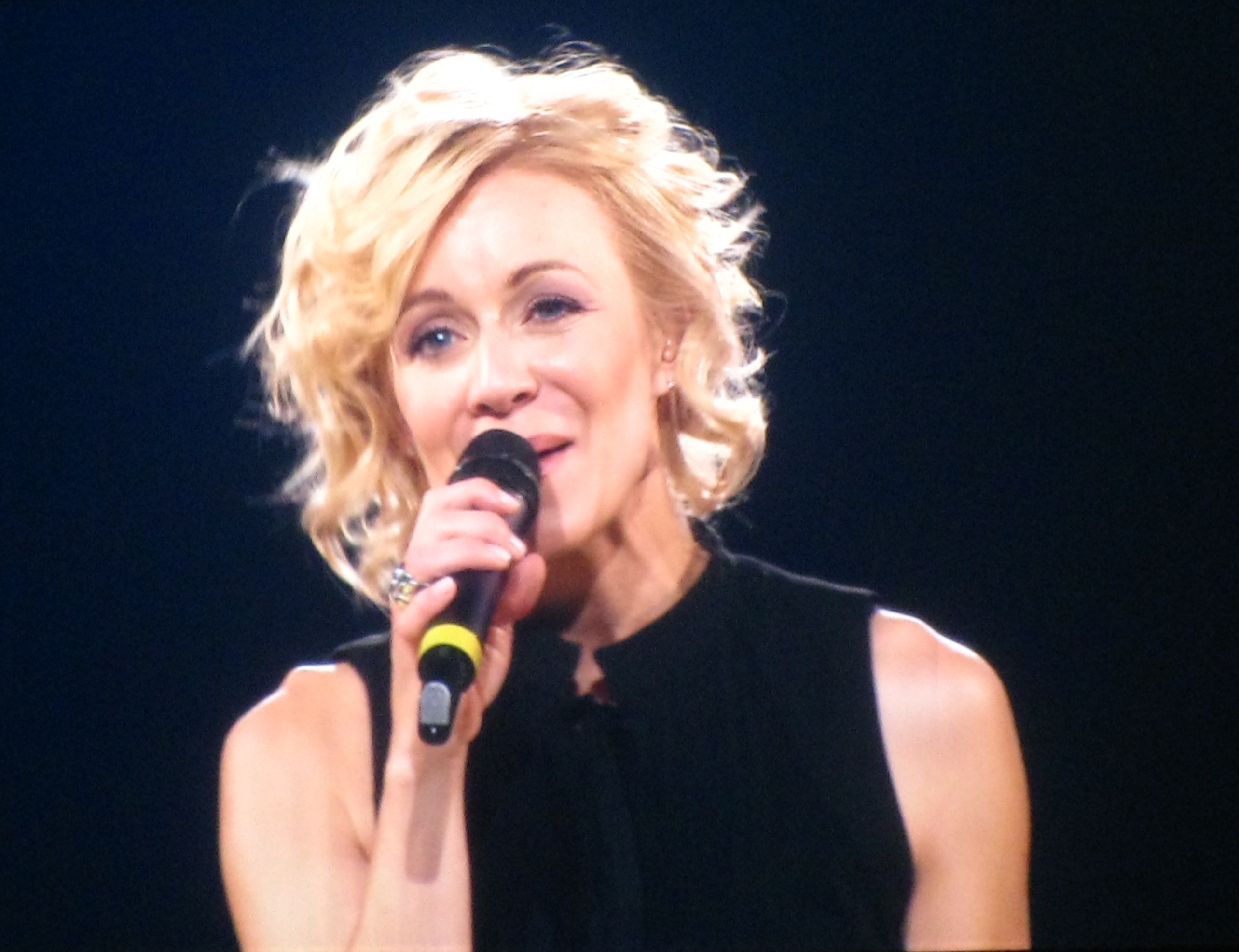
Véronic DiCaire
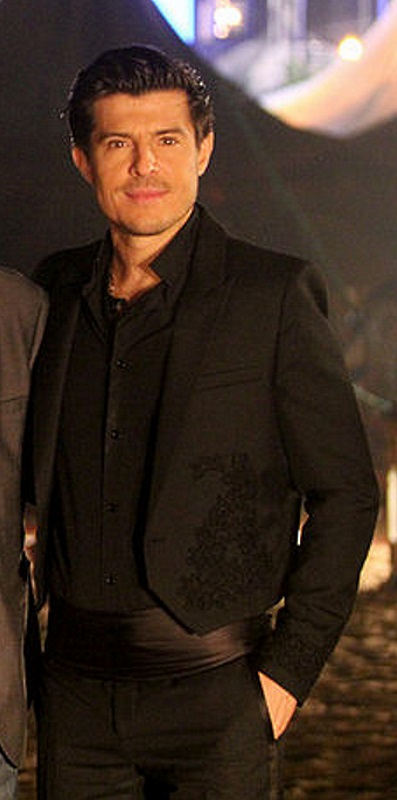
Vincent Niclo
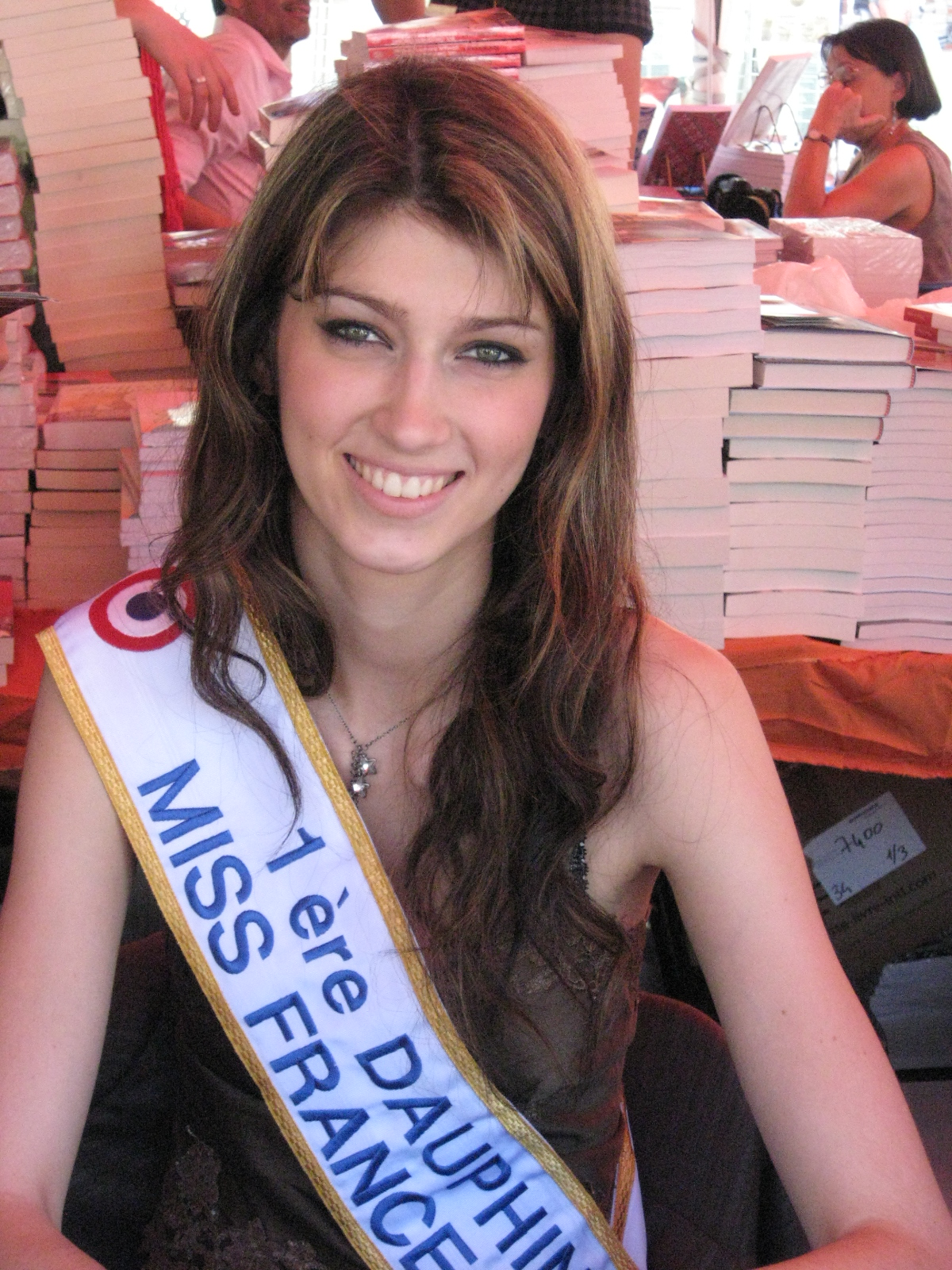
Sophie Vouzelaud
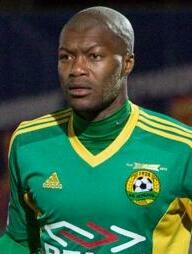
Djibril Cissé